# Laujar de Andarax
Laujar de Andarax es una localidad y municipio español de la provincia de Almería, en la comunidad autónoma de Andalucía. Situado en la parte occidental de la comarca de la Alpujarra Almeriense, tiene una población de 1658 habitantes (INE 2024). Gran parte del municipio, en el que nace el río Andarax, lo ocupa el parque nacional y natural de Sierra Nevada. La localidad se encuentra situada a una altitud de 906 m sobre el nivel del mar.

## Toponimia
El nombre de Laujar de Andarax se divide en dos partes. Por una parte, Laujar ha querido ser traducido desde el árabe como regalo. La segunda parte del nombre es, como en otros tantísimos casos, la adopción del nombre del río que acompaña al pueblo; en esta ocasión, Andarax, se traduce como era de la vida.

## Geografía física
El término municipal limita con los municipios almerienses de Paterna del Río, Fondón, Alcolea, Berja, Abrucena y Fiñana; y con el municipio granadino de Huéneja. Su extensión superficial es de 92 km² y tiene una densidad de 17,11 hab./km². La localidad dista unos 69 km de la capital provincial, Almería.
| Noroeste: Huéneja (GR)                   | Norte: Fiñana y Abrucena | Nordeste: Fondón |
| Oeste: Paterna del Río, Alcolea y Fondón |                          | Este: Fondón     |
| Suroeste: Berja                          | Sur: Berja               | Sureste: Fondón  |

Laujar de Andarax se encuentra en la ladera sur de Sierra Nevada, dominando el Valle de Laujar, con su  vega. Al otro lado de dicho valle se encuentra la sierra de Gádor.

### Clima
El régimen de lluvias que se da en su entorno sobresale muy por encima de la media provincial, con una precipitación de 600 mm anuales. En su término municipal se encuentra la estación con más nivel pluviométrico de la provincia, El Cerecillo, con 690 mm al año. En los años 1963 y 1969, alcanzó 1100 y 1098 mm respectivamente, considerado como año muy húmedo. Las estaciones del Cerecillo, Monterrey y Laujar, superan el límite de los cincuenta días de lluvia al año. En el pueblo la precipitación anual es de 528 mm y su temperatura anual de 14'9 °C.

### Riesgos naturales
El municipio de Laujar de Andarax todavía no cuenta con un PTEL que cumpla con la Ley 5/2010 sobre autonomía local.

## Naturaleza

### Zonas protegidas
Ubicado en la ladera sur de Sierra Nevada, el término municipal de Laujar de Andarax cubre parte tanto del Parque Natural de Sierra Nevada; como del Parque Nacional de Sierra Nevada, ocupando este último un 16,3% del total municipal.

#### Senderos
- PR-A 35 — Senda Monterrey[10]
- PR-A 36 — Senda Hidroeléctrica[11]
- PR-A 37 — Senda Aguadero[12]
- SL-A 167 — El Cerecillo[13]
- PR-A 123 — Las Minas y Caparidán[14]
- SL-A 151 — Del Cerecillo a la Gabiarra[15]
- PR-A 296 — Los Pradillos[16]

#### Manantiales
- Manantial del Nacimiento[17]
- Fuente de los Ortices[18]
- Fuente de Malpaso[19]
- Fuente del Vicario[20]
- Fuente del Cortijo Cercado[21]
- Fuente de Monterrey[22]
- Fuente del Cortijo de los Peces[23]
- Fuente del Barranquillo fino[24]

## Historia
Laujar de Andarax es el resultado de la unión de dos núcleos de población: El Auxor y El Hizam (o "Alhican" o "Alhiçan"), que se fueron uniendo y extendiendo a lo largo de la actual carretera comarcal, aunque también existían las alquerías de Hormica (u "Ormica") y Camacin (o "El Cameçin"), ya desaparecidos. El nombre de “Laujar” deriva de “El Auxor”, del árabe "gruta" o "caverna en la montaña" y “Andarax" o "Andaraj” del árabe “era de la vida”. No obstante, estos lo conocían en la época como “Andaraj el Viejo”, por los muchos años que hacía de su fundación, según la leyenda, por Túbal, uno de los nietos de Noé.

### Prehistoria
Se tiene conocimiento de asentamientos que se remontan al neolítico final y a las edades del cobre y del bronce. En el cerro de la Alcazaba se localizan restos argáricos.

### Época romana
La época romana deja en Laujar pocos vestigios ya que su interés era primordialmente minero y ello explica que los principales restos conocidos se encuentren en Caparidan, la Loma del Gigante y La Quinta. Seguramente llegaron desde Berja, conocida en la época como Verjis y se dedicaron especialmente a la extracción del plomo, muy abundante en la Sierra de Gádor.

### Época musulmana
Los primeros años del dominio musulmán pasan un poco de largo de la Alpujarra. La población autóctona, descendiente de los hispano-godos convertidos al islam (los muladíes) no aceptaron a los yémenes, colonos musulmanes, por considerarlos extranjeros y se alzaron en armas contra el califato aprovechando la debilidad de los Omeyas. Contaron para ello con la ayuda de los mozárabes (hispano-godos que continuaron siendo cristianos), que también veían en los colonos una amenaza.
Toda esta acción, enmarcada en la revuelta encabezada por Omar Ben Hafsún (`Umar ibn Hafs ibn Ya`fār) del año 880 al 918 por el sur de la península, desembocará en 913 en el paso del puerto de la Ragua por parte de Abderramán III, un joven que había ascendido al califato en 912, para pacificar la zona. A partir de ese momento se estabiliza la situación y, junto con la importancia ganada por el puerto de Almería, se acaba por propiciar un período de crecimiento demográfico y económico de la Alpujarra. 
Tras la derrota almohade en la batalla de las Navas de Tolosa en 1212, se inicia el tercer periodo de taifas entre las que se encontrará el Reino de Granada (1238-1492). La organización administrativa del reino se divide en tahas como la taha de Andarax, cuya capital es Laujar y engloba los actuales municipios de Fondón, Bayárcal, Paterna, Baños de Santiago, Fuente Victoria y Alcolea.
Muhammad ibn Abd Allah ibn Said ibn Ali ibn Ahmad al-Salmani (Loja, 15 de noviembre de 1313), más conocido como Ibn al-Jatib (en árabe: لسان الدين بن الخطيب‎), poeta, escritor, historiador, filósofo y político granadino describió en sus crónicas la disposición urbana de Laujar alrededor de la alcazaba, la más importante de la Alpujarra, así como su reconocida artesanía de la seda que, según su descripción, "resplandecía más que el oro", hoy desaparecida. También describe como existían canalizaciones de riego, acequias conservadas hasta nuestros días, que permitían a los lugareños obtener hasta tres cosechas al año, cuyo grano era almacenado en silos subterráneos.
Además de los comentados núcleos de población, se tiene constancia de la mezquita mayor y las rábitas Açahtar, Alcana, Algezel, Alecab, Alcoba, Ben Zeguy, Cavz Arratal, Cozeymen, Hadidin y Juzeyla (en El Hizam); así como las mezquitas Johari y del Tarfe y la rábita Yzmael (en El Auxor), según detallan los inventarios de habices.
En 1489, El Zagal, tío de Boabdil que gobernó Granada como Muhammed XIII, entre 1485 y 1486, durante el cautiverio de este, entrega a los Reyes Católicos los territorios almerienses que controla junto con las ciudades de Baza, Guadix y Almería. En la Capitulación de Granada se compensa a Boabdil con el señorío de las Alpujarras, donde estableció su residencia. En 1493 tras la muerte de su mujer Morayma parte Boabdil del puerto de Adra con destino al Reino de Fez, tras vender a los Reyes Católicos los derechos de su señorío.

### Época cristiana
A la población española musulmana que continuó profesando su fe pero bajo el dominio cristiano se les conoció como mudéjares, derivado de la palabra árabe "domesticado". La convivencia no fue fácil y se complicó más con la llegada de colonos cristianos. Así, a partir de la revuelta del Albaicín y la de los mudéjares granadinos en 1499, por el decreto de 1502 fueron obligados a convertirse al cristianismo, pasando así a denominarse moriscos, que a pesar de ello continuaron con sus costumbres diferenciadas y el ejercicio clandestino de su religión. Es en este contexto de revuelta cuando se produce la quema de la mezquita mayor de Laujar en el año 1500 con doscientos mudéjares en su interior, por parte de los cristianos.
En cuanto a los núcleos de población, aunque inicialmente El Hizan y El Auxor fueron núcleos separados, aunque próximos, con la llegada de los primeros cristianos se encuentran con una población unificada pero siguen diferenciándose en los inventarios de habices. También en las crónicas de la rebelión de 1500 aparecen referencias a un único núcleo.
Aquí fallecieron la última sultana de Granada, Morayma, esposa de Boabdil, en 1493 y Abén Humeya (Muhammad ibn Umayya, cuyo nombre cristiano era Fernando de Córdoba y Válor), cabecilla del levantamiento morisco contra Felipe II en la Rebelión de las Alpujarras (1568-1571), y que fue asesinado por Abén Aboo, primo hermano suyo en 1569.
Es durante el reinado de Felipe II cuando la actual población empieza a formarse con los nuevos cristianos en torno al núcleo de El Auxor, trasladando a los vecinos de Hormica (actual paraje de la "Villa Turística") y Camacines (al suroeste de Laujar entre las ramblas de Los Mártires y de Bonaya).
En el siglo XVIII Laujar se convierte en un apreciable centro textil, con las industrias de la seda y de la lana, contabilizándose en la población gran cantidad de telares, tornos de hilar y diversos batanes movidos por energía hidráulica, de los que quedan algunos restos. Las minas de plomo, explotadas desde antiguo, refuerzan su papel en este siglo, para alimentar a las fundiciones reales. 
Tras el declive industrial textil, Laujar pasa a depender, en mayor medida, de la agricultura, con etapas de mayor apogeo, como la correspondiente a la uva de Ohanes, cuyo decaimiento marca el final del ciclo  económico.

### Época contemporánea

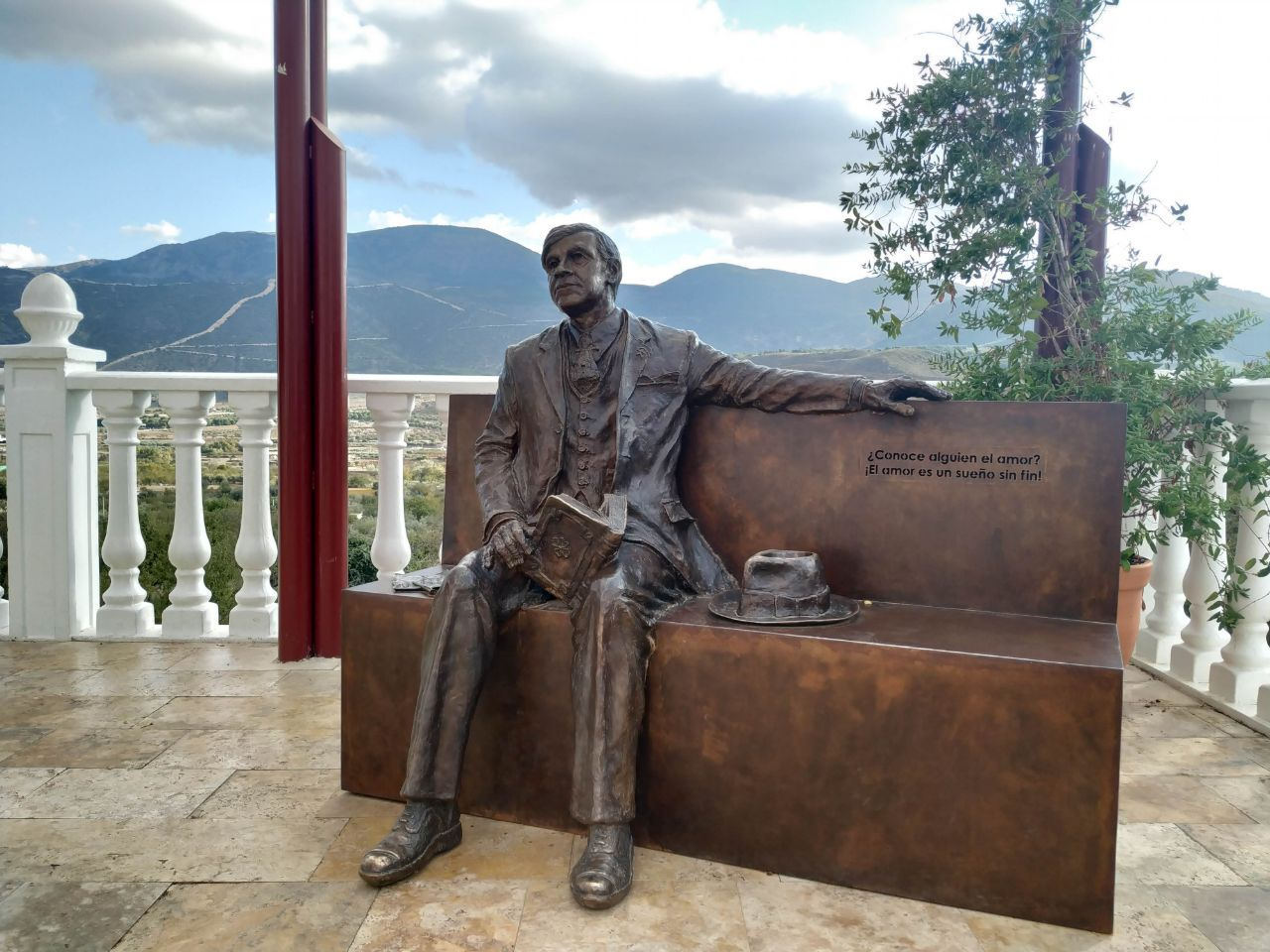
Homenaje al poeta Villaespesa.

En 1833 Laujar dejar de ser parte del Reino de Granada y queda integrado en la recién creada provincia de Almería.
En 1877 nació Francisco Villaespesa, el más universal de los poetas almerienses.
Durante los siglos XIX y XX la principal actividad comercial será la minería del yeso, hierro y, especialmente, del plomo. También la llamada uva de Ohanes, que cubrió de parrales toda la comarca hasta finales del siglo XX, fue una importante fuente de ingresos. Desde entonces, y hasta el tímido resurgimiento vitivinícola del valle de Laujar a principios de los años 90, el poco desarrollado turismo rural y el sector servicios han sido las únicas actividades económicas del municipio.

## Geografía humana

### Demografía
Cuenta con una población de 1658 habitantes (INE 2024).
| Gráfica de evolución demográfica de Láujar de Andarax entre 1842 y 2021                                                                                                 |
| |
| Población de derecho según los censos de población del INE. Población de hecho según los censos de población del INE.En estos censos se denominaba Laujar: 1842 y 1857. |

### Comunicaciones
El municipio está conectado con la ciudad de Almería, con una línea de autobús con dos frecuencias diarias. Dicha línea conecta la localidad con otros municipios de la comarca.

## Política
Los resultados en Laujar de Andarax de las últimas elecciones municipales, celebradas en mayo de 2019, son:
| Elecciones Municipales - Laujar de Andarax (2019) | Elecciones Municipales - Laujar de Andarax (2019) | Elecciones Municipales - Laujar de Andarax (2019) | Elecciones Municipales - Laujar de Andarax (2019) | Elecciones Municipales - Laujar de Andarax (2019) |
| Partido político                                  | Partido político                                  | Votos                                             | %Válidos                                          | Concejales                                        |
| ------------------------------------------------- | ------------------------------------------------- | ------------------------------------------------- | ------------------------------------------------- | ------------------------------------------------- |
|                                                   | Partido Popular (PP)                              | 805                                               | 80,26%                                            | 8                                                 |
|                                                   | Partido Socialista Obrero Español (PSOE)          | 116                                               | 16,55%                                            | 1                                                 |
|                                                   | Izquierda Unida-Laujar para la Gente (IU)         | 24                                                | 2,39%                                             | 0                                                 |

### Alcaldes
| Legislatura | Nombre                                                           | Grupo                           |
| ----------- | ---------------------------------------------------------------- | ------------------------------- |
| 1979-1983   | Francisco Fernández Escudero                                     | UCD                             |
| 1983-1987   | Juan Luiz Gutiérrez                                              | PSOE                            |
| 1987-1991   | Juan Luiz Gutiérrez                                              | PSOE                            |
| 1991-1995   | Juan Luiz Gutiérrez                                              | PSOE                            |
| 1995-1999   | María Teresa Vique Ruiz                                          | PSOE                            |
| 1999-2003   | María Teresa Vique Ruiz                                          | PSOE                            |
| 2003-2007   | María Teresa Vique Ruiz (2003-2005) Francisca Barragán Jiménez   | PSOE                            |
| 2007-2011   | Emilio Romero López                                              | PSA                             |
| 2011-2015   | José Martín González (2011-2012) Emilio Romero López (2012-2015) | PP PSOE                         |
| 2015-2019   | Almudena Morales Asensio                                         | Agrupación de Vecinos de Laujar |
| 2019-2023   | Almudena Morales Asensio                                         | PP                              |
| 2023-act.   | Almudena Morales Asensio                                         | PP                              |

## Servicios públicos

### Educación
El municipio cuenta con un colegio público, el CEIP Nuestra Señora de la Salud. Posteriormente el alumnado acude al IES Emilio Manzano, en la misma localidad, para continuar con su educación obligatoria.

### Sanidad
El municipio cuenta con un consultorio, dependiente del Hospital de Poniente-El Ejido, que da servicio de lunes a viernes.

## Cultura

### Patrimonio

#### Religioso

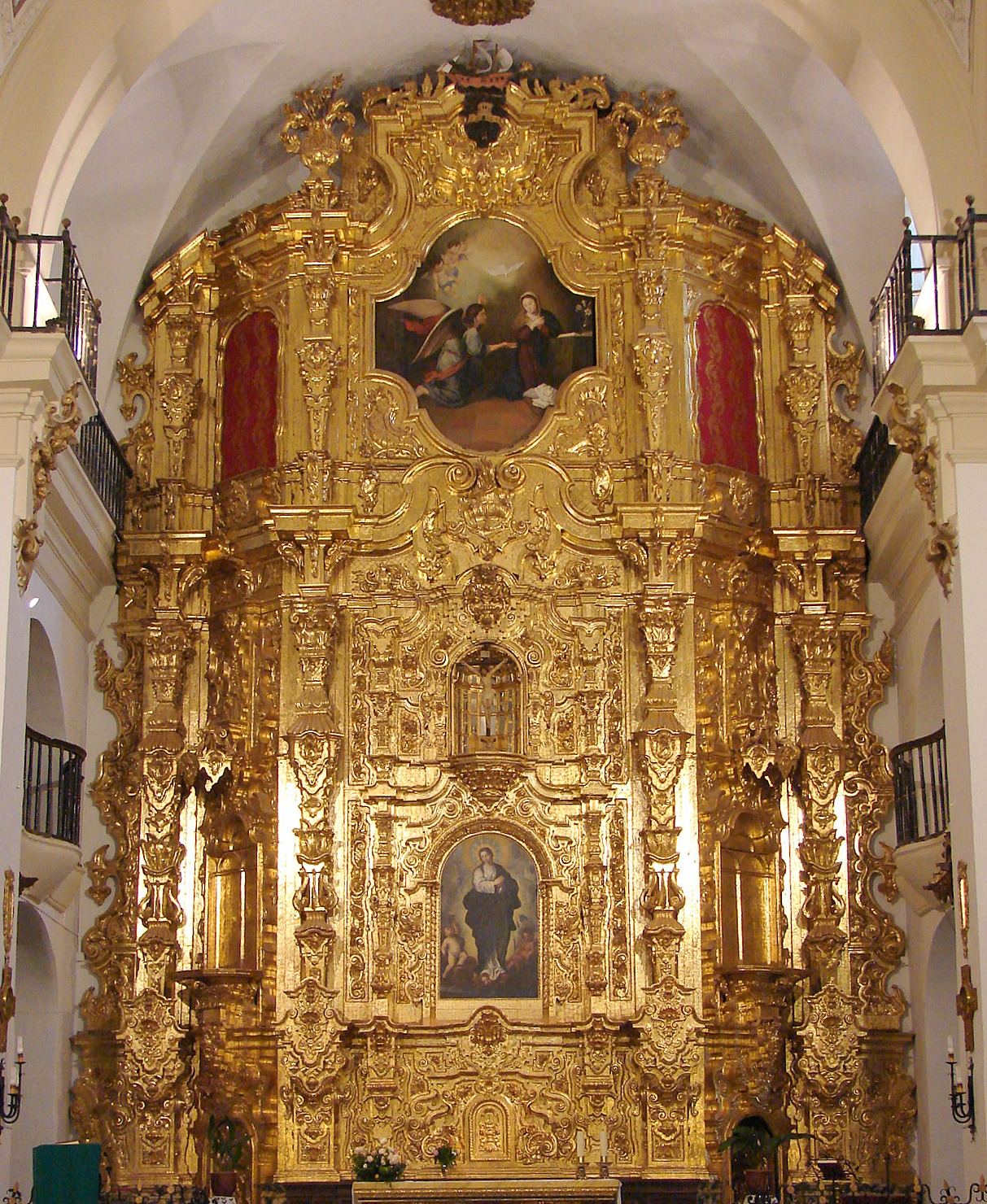
Altar mayor de la iglesia.

- Portada de la iglesia parroquialAltar mayor de la iglesia.Iglesia de la Encarnación: es un edificio de estilo mudéjar en el exterior y barroco en el interior que se alza sobre el solar que ocupó anteriormente la mezquita, incendiada con 200 mudéjares refugiados en su interior, frente al acoso cristiano, en 1500. Su construcción, ejecutada entre 1682 y 1686 se basa en los planos realizados por Diego González. Cabe destacar los motivos florales del interior y su retablo barroco así como lienzos al cobre de la escuela holandesa y una Inmaculada del taller de Alonso Cano.
Construida antes de 1530, la primitiva iglesia de Laujar fue una de las siete iglesias levantadas en La Alpujarra para esta fecha. Este templo se salvó del saqueo durante la rebelión de los moriscos pero, debido a su antigüedad, tuvo que ser reparado a finales del siglo XVI y comienzos del XVII. La ruina de este edificio motivó que el arzobispo Diego Escolano ordenara la construcción del actual.[36]

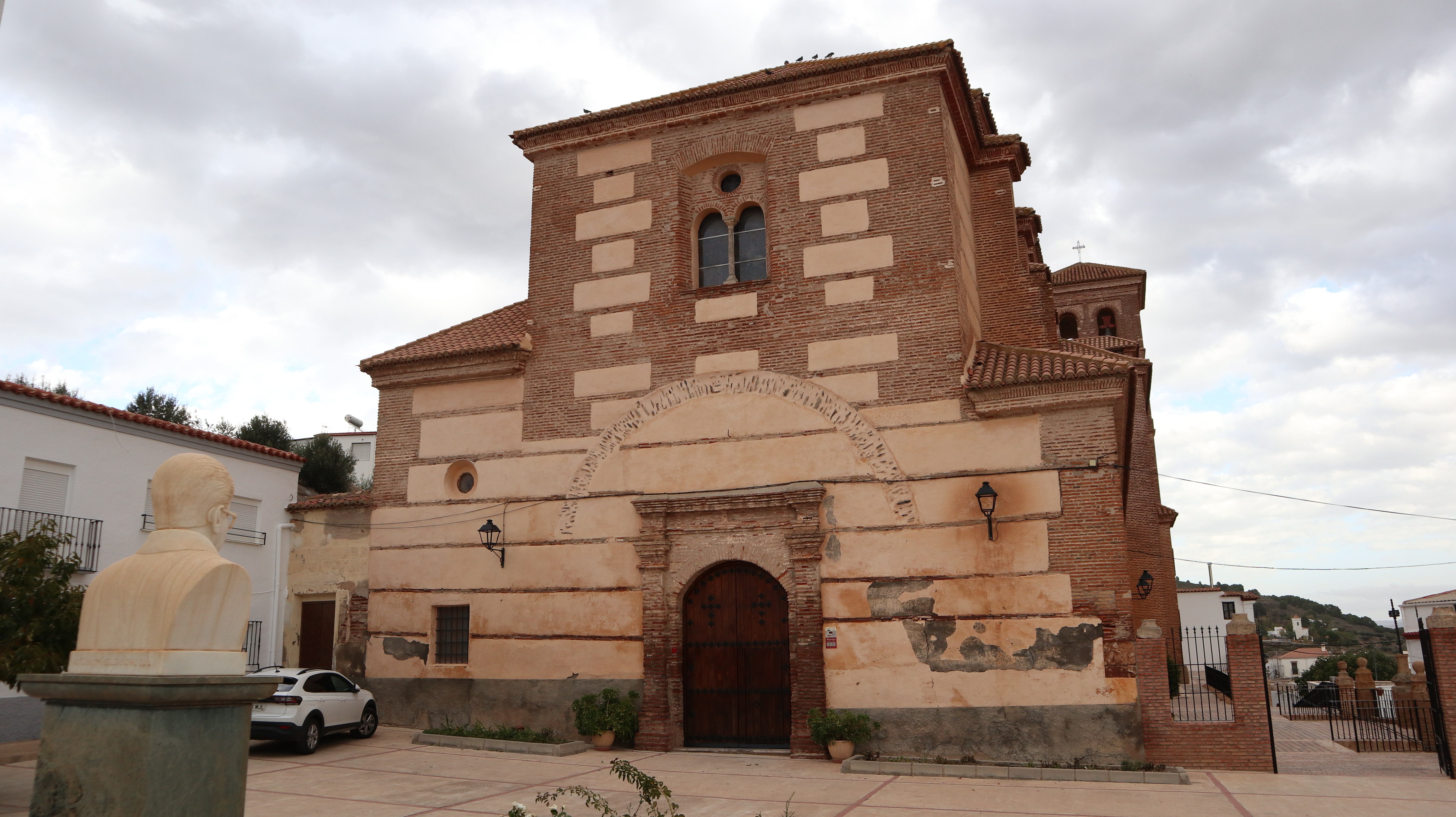
Portada de la iglesia parroquial

- Convento de San Pascual Bailón: construido a lo largo de 17 años, en 1691 se inician las obras y se concluye 1708, celebrándose la primera misa el 28 de octubre de ese año, tras su bendición solemne. En este sentido, cabe destacar que el impulsor del proyecto fue el laujareño Fray Antonio Murillo-Velarde de la Orden Franciscana. La advocación o título que se asignó al edificio fue el de San Pascual Bailón debido a que el Papa Alejandro VIII canonizó a Fray Antonio el 16 de octubre de 1690.
El autor del proyecto fue Diego González, maestro de obra granadino y autor de la Iglesia de la Encarnación, cuyas obras habían concluido recientemente. Y, una vez acabado el nuevo proyecto, residió en el municipio hasta su muerte.
El edificio consta de unos 3.000 m² edificados, de los cuales, 600 corresponden a la capilla o templo conventual, destinado a los monjes pero también a los vecinos del lugar. El resto está destinado a un edificio de tres plantas dividido en una planta baja en la que encontramos el claustro con un aljibe con un brocal de pozo, almacenes, cuadras, refectorio, etc.; un segundo piso con dormitorios, biblioteca y salas de estudio; y un tercer piso con más dormitorios. Complementa el conjunto una amplia huerta anexa.
El 12 de marzo de 1822 los franciscanos clausuraron el convento y comienza su declive. Entre los principales acontecimientos cabe destacar el Real Decreto de 1835 de supresión de las Órdenes Religiosas masculinas que propició su expropiación y subasta pública en 1848. A partir de aquí será dividido en varias fincas, vendido y revendido y destinado a las más diversas funciones: hospital, casa-cuartel de las Milicias Nacionales, escuela, harinera, fábrica de zapatos, viviendas particulares, casa-cuartel de la Guardia Civil, etc.
En la actualidad, y pese a numerosas iniciativas particulares de recuperación, se encuentra en un estado de ruina total que hace sumamente peligrosa su visita y que parecen haberlo condenado a la desaparición.

Convento de San Pascual Bailón
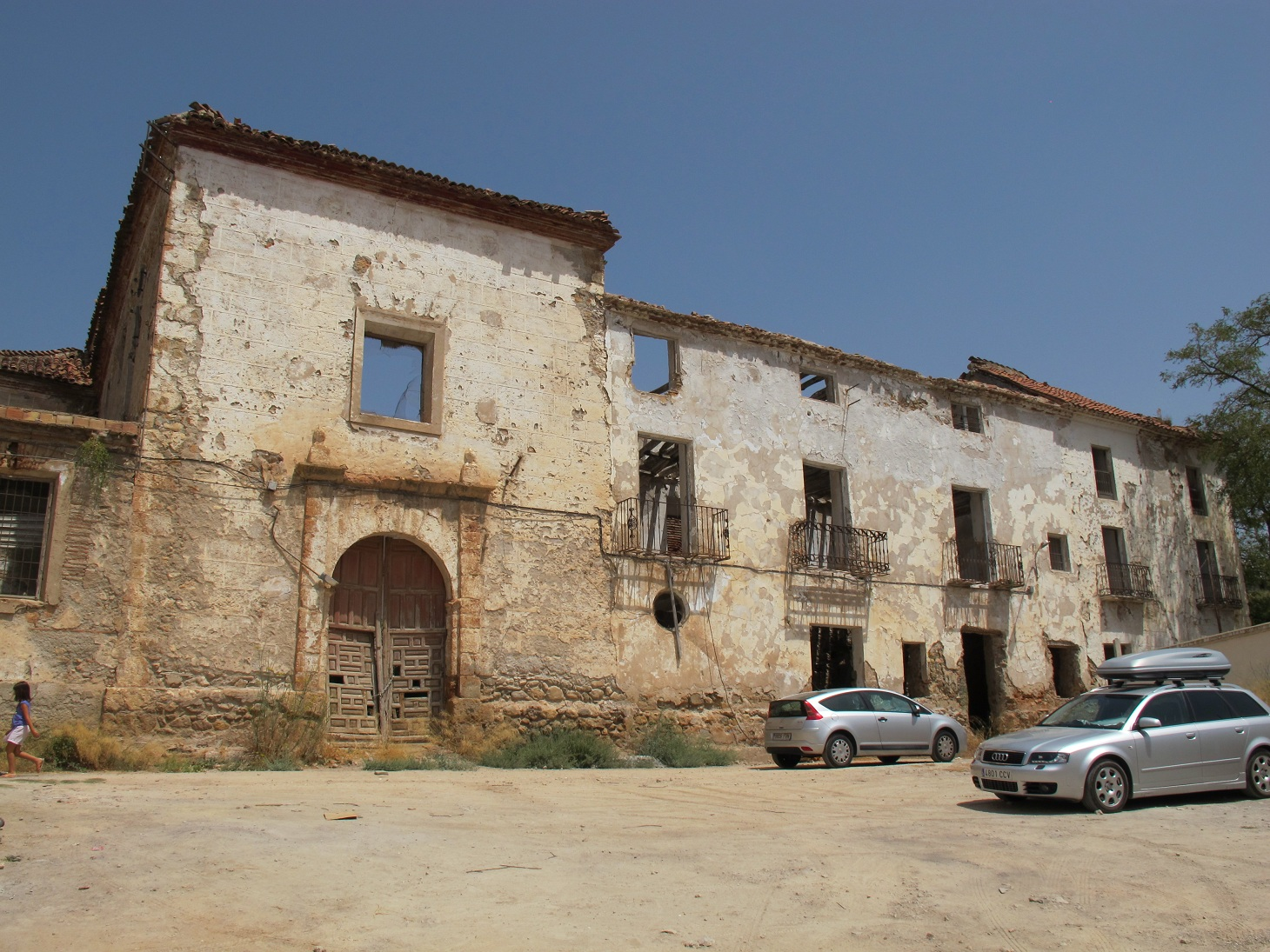
fachada
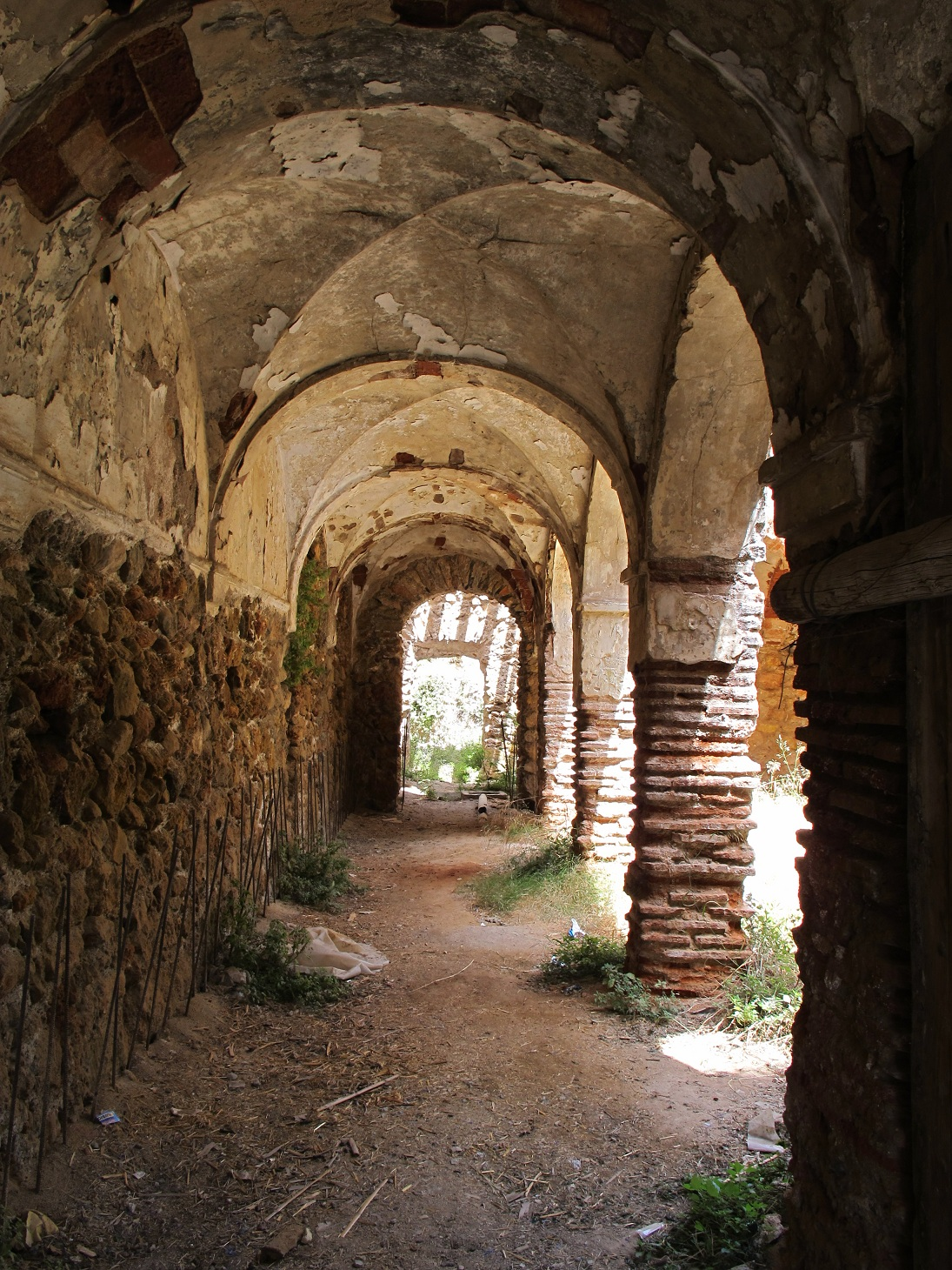
claustro
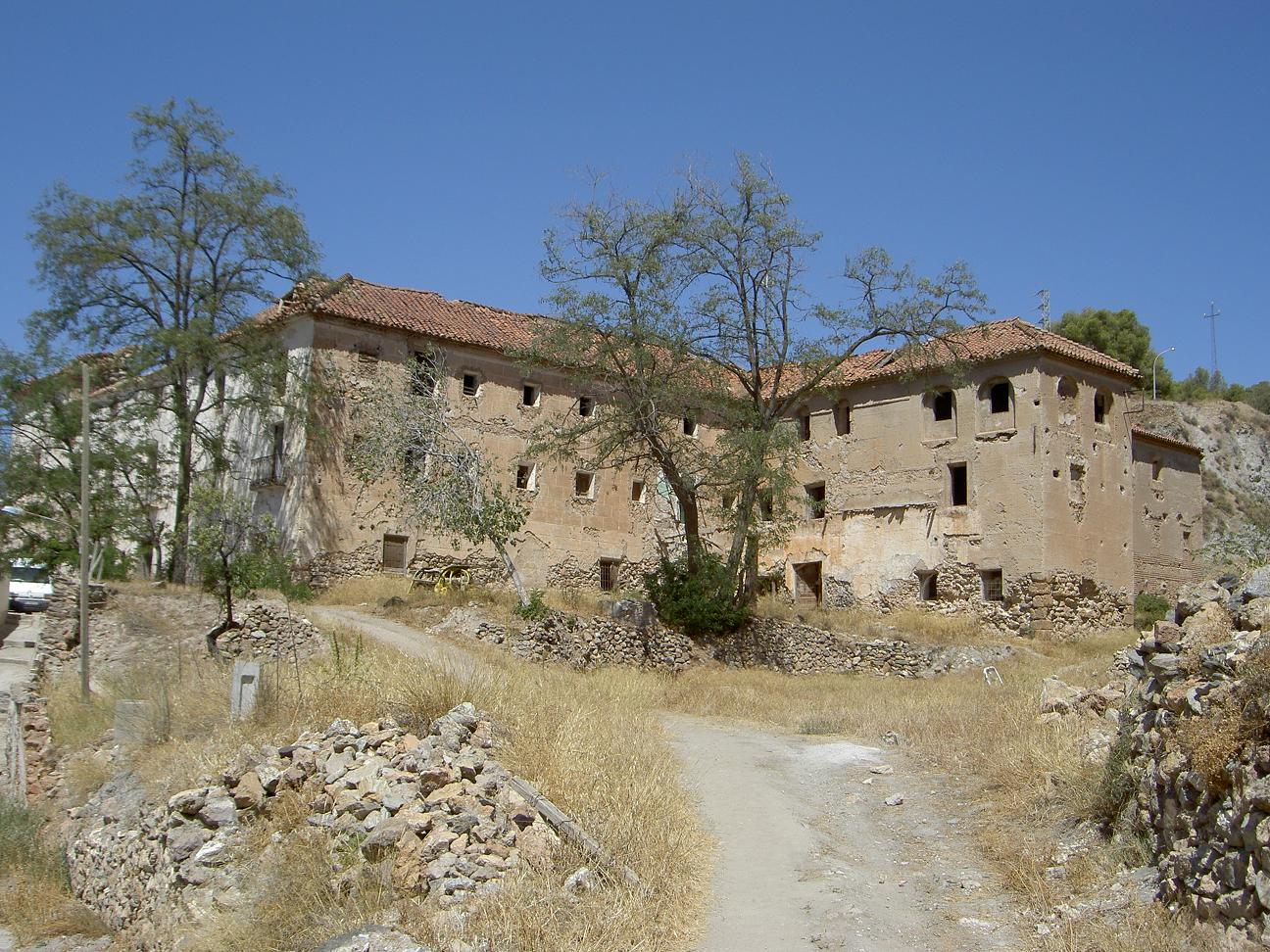
lateral
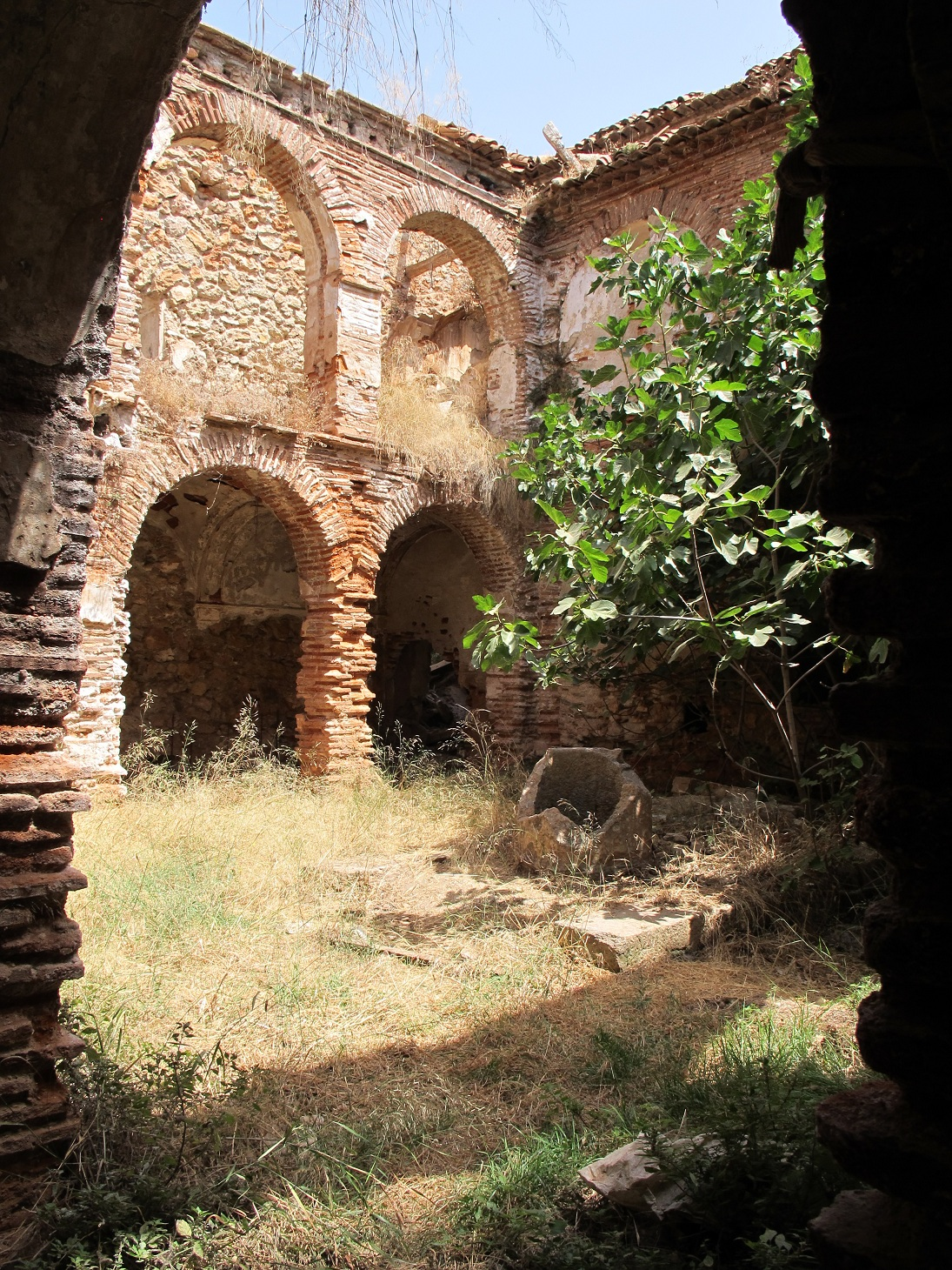
claustro

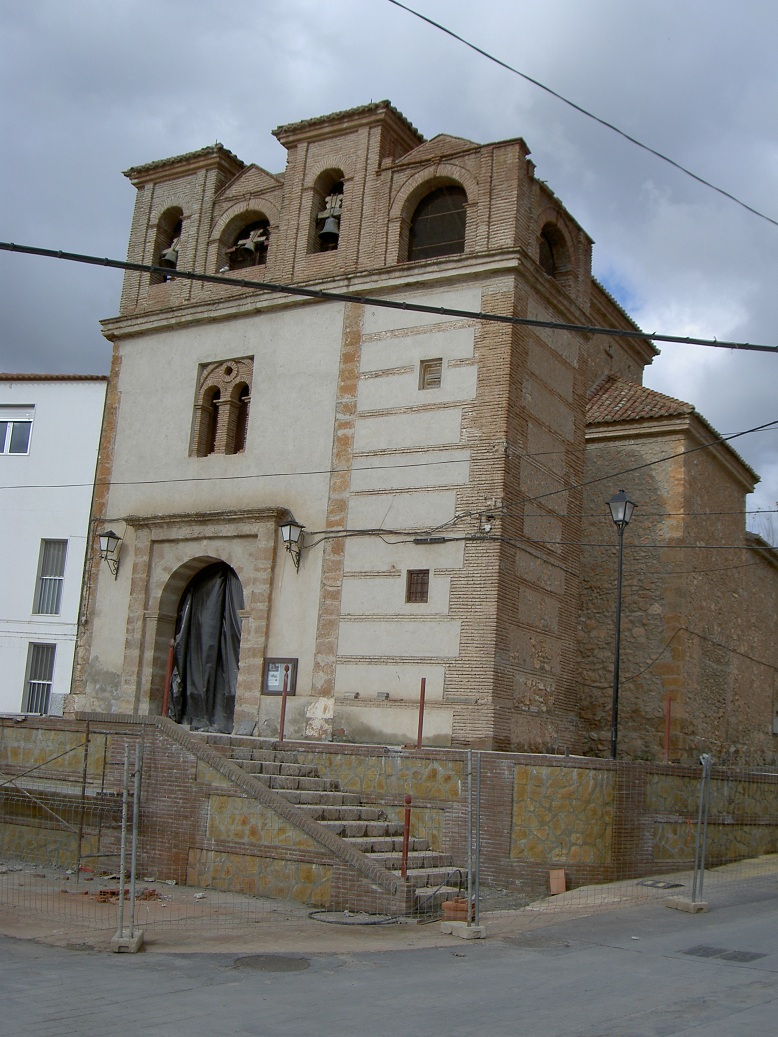
Ermita de la Virgen de la Salud

- Ermita de la Virgen de la SaludErmita de la Virgen de la Salud: (calle Granada) edificio de planta de cruz latina con crucero rematado por una cúpula y bóvedas de medio cañón en la nave, en la capilla mayor y en los brazos del transepto. Tras el altar mayor se sitúa el camarín de la Virgen de la Salud. Este, que cuenta con cúpula sobre pechinas y decoración barroca, es el más antiguo de los documentados en La Alpujarra.
En 1691, previo permiso del arzobispo fray Bernardo Alonso de los Ríos, dos ermitaños se instalaron en la vieja ermita de San Sebastián y Santa Bárbara con la intención de levantar un nuevo edificio donde rendir culto a la imagen de la Virgen de la Salud, que según la tradición se apareció en la primera mitad del siglo XVII.
En 1696 el cabildo de Laujar de Andarax hizo donación a los ermitaños de tierras y un caño de agua como contribución a la edificación y mantenimiento de la ermita, que estaba prácticamente acabada en 1703. Para culminar la obra, el cabildo de Laujar de Andarax fundó en 1703 una capellanía a la Virgen de la Salud. Con este apoyo, la conclusión de las obras se aceleró y en 1710, tras una solemne procesión, la imagen de la Virgen se colocó en el camarín de la ermita. Las obras corrieron a cargo de Agustín Rodríguez, maestro de alarife y vecino de Laujar.

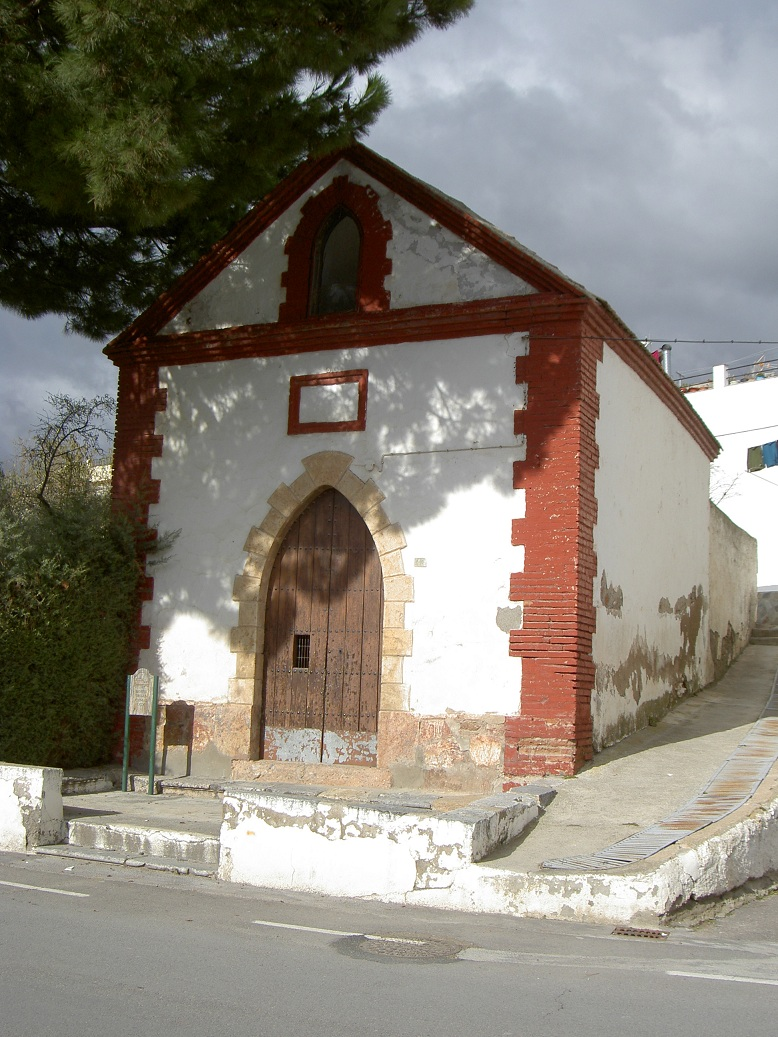
Ermita de las Ánimas

- Ermita de las ÁnimasErmita de las Ánimas: (calle Canalejas) de pequeñas proporciones, presenta planta rectangular y tejado a dos aguas, que en la fachada adopta forma de frontón. El exterior está encalado y en los ángulos ofrece ladrillo visto. La puerta se abre en la fachada y ofrece una arco apuntado de cantería, esquema que se repite en la ventana que corona la fachada, aunque en este caso se hace de nuevo uso del ladrillo. Sobre la puerta, una lápida contiene la siguiente inscripción: “Esta ermita a devoción de la ánimas la mandó construir D. Patricio Asensio Montero en terrenos de su propiedad con los consiguientes permisos civil y eclesiástico reconstruyéndola sus herederos al quedar destruida en la guerra civil 1936-1939”.
La ermita fue construida a finales del siglo XIX por don Patricio Asensio Montero y su esposa, doña Dolores Muñoz Bonilla, junto a su casa y ocupando parte del huerto. La primera piedra se puso el 9 de septiembre de 1895, en el paraje denominado huertos de Cebrián. Según Florentino Castañeda, la ermita de Ánimas grande tiene su origen en una promesa que hizo don Patricio de quemar doce arrobas de aceite para una lamparilla a las Animas y que después cambió por la financiación de la construcción de la ermita.
- Ermita chica de las Ànimas: (calle Granada) simple, con arco de medio punto. En el interior, un óleo dedicado a la Virgen del Carmen que, al parecer, no se corresponde con el primitivo.

#### Civil

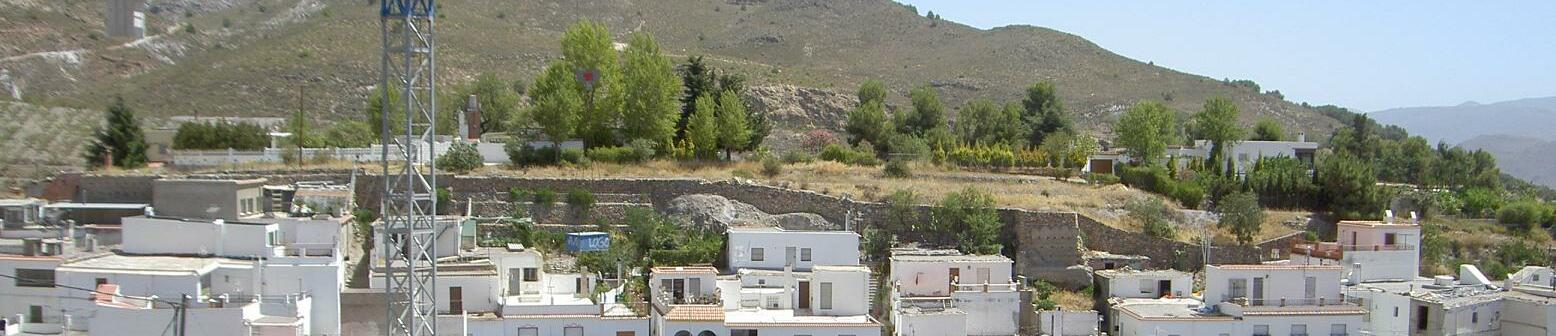
Restos de la alcazaba.

- Restos de la alcazaba.Alcazaba: (siglos XIII-XV) los restos de lo que fue la alcazaba árabe se encuentran en la parte alta del municipio. Siguiendo la carretera que lleva al Paraje del Nacimiento, justo antes de la primera curva al dejar las últimas casas del pueblo, habremos llegado. Los restos son inapreciables desde allí debido a las construcciones que se alzan sobre los restos y sobre las laderas en que se asienta. Por ello, la mejor forma de verla es desde el Jardín botánico, situado en la ladera de enfrente.
Pese a todo y al evidente grado de abandono y olvido a la que ha sido sometida fue declarada Bien de Interés Cultural con la categoría de Monumento al amparo de la Declaración genérica del Decreto de 22 de abril de 1949, y la Ley 16/1985 sobre el Patrimonio Histórico Español.
Debió existir ya en el siglo X, aunque las citas más precisas son del siglo XII y XIII. Según otros autores fue, posiblemente, mandada construir por Almutasim, rey de la taifa de Almería, en defensa de los ataques del rey de Granada. Lugar en que Abén Humeya instaló su cuartel general durante la revuelta morisca. Fue la fortaleza más importante de La Alpujarra en época Nazarí. En ella se instalaron El Zagal en 1489 y Boabdil en 1492, tras Las Capitulaciones de Granada.
 En 1494, con Las Capitulaciones de Andarax y la marcha definitiva de Boabdil, el Rey Fernando ordena el derribo parcial para construir en su interior un baluarte. Posteriormente fue abandonada y rellenada con escombros.
En la excavación de urgencia realizada en 1985 se halló cerámica que indicaba una intensa ocupación de la época nazarí (siglos XIII-XIV), menor en el siglo XI y bastante escasa a finales del periodo almohade.[37]
- Ayuntamiento: de sencilla belleza, se trata de un edificio de estilo neoclásico-populista finalizado en 1792. Consta de tres pisos de altura coronados por una campana y un reloj, anteriormente situado en la torre de la iglesia. La planta es rectangular y sus paredes están ejecutadas con rafas de ladrillo y cajones de mampostería. La fachada, toda de ladrillo visto, tiene tres arcos de medio punto por planta y, a partir del primer piso, barandillas en ellos.

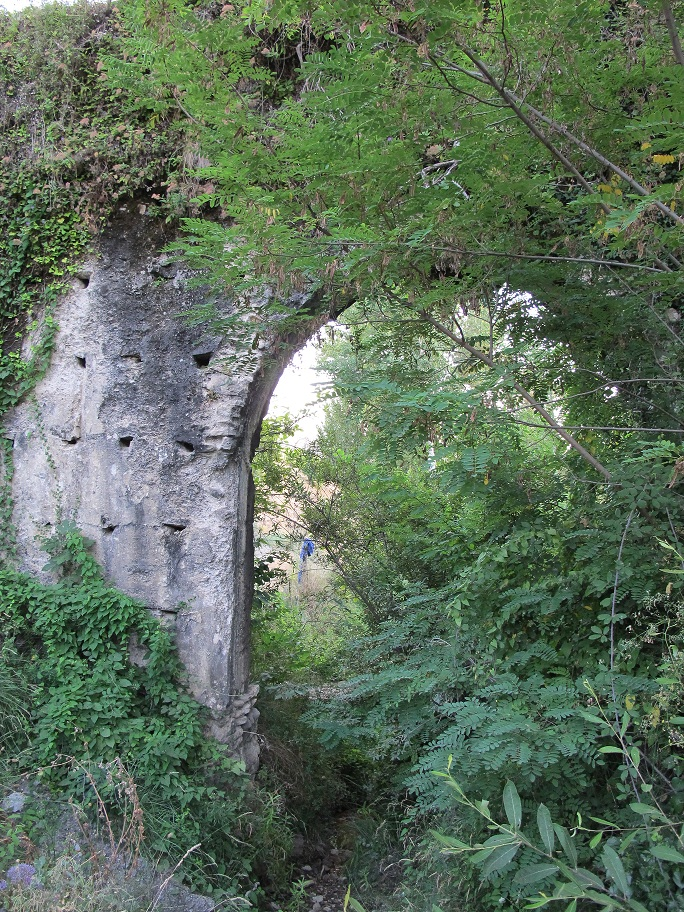
Puente llamado «de los Moros»

- Puente llamado «de los Moros»Puente de los moros: se trata de un acueducto de época musulmana, aún en uso, construido con tapial y ladrillo rojo que consta de tres arcos de diferente tamaño. Situado en el barranco del Conde, en la zona del Calache, se ubica aproximadamente a la altura del camping La Molineta pero por detrás del mismo. Su estado de conservación es excelente, siendo el mejor conservado de la provincia aunque está completamente cubierto de maleza y los accesos son difíciles.

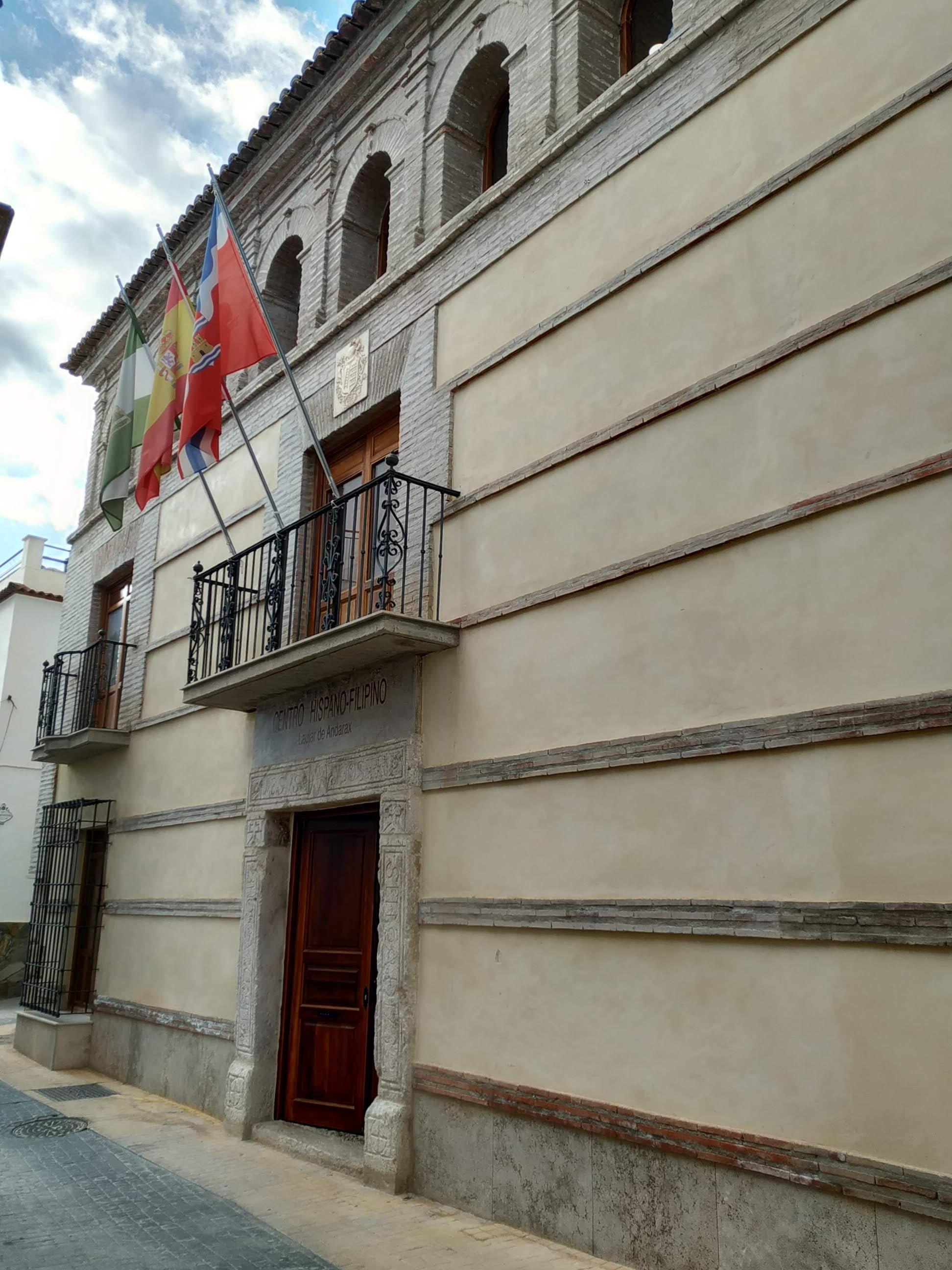
Casa de los Moya. Actual sede del centro cultural Hispano-Filipino.

- Casa de los Moya. Actual sede del centro cultural Hispano-Filipino.Casa señorial de la familia Moya: situada en la calle Granada se encuentra la casa de la familia Moya, del siglo XVIII. El edificio, de dos plantas rematadas con una galería abierta, se abre a un patio interior cubierto. El terrado, como es tradicional en las casas alpujarreñas, está cubierto de launa y bordeado con un alero de tejas.
- Casa del vicario: casa señorial de estilo barroco construida en el siglo XVIII en tres alturas ejecutadas con cajones de mampostería alternadas con hileras de ladrillo rojo. La entrada se enmarca entre columnas también de ladrillo. En la primera planta se encuentran tres balcones, los laterales de menor tamaño que el central, sobre el que se puede observar el blasón señorial en mármol de la familia Yanguas. En su interior cuenta con un patio de columnas de dos pisos.

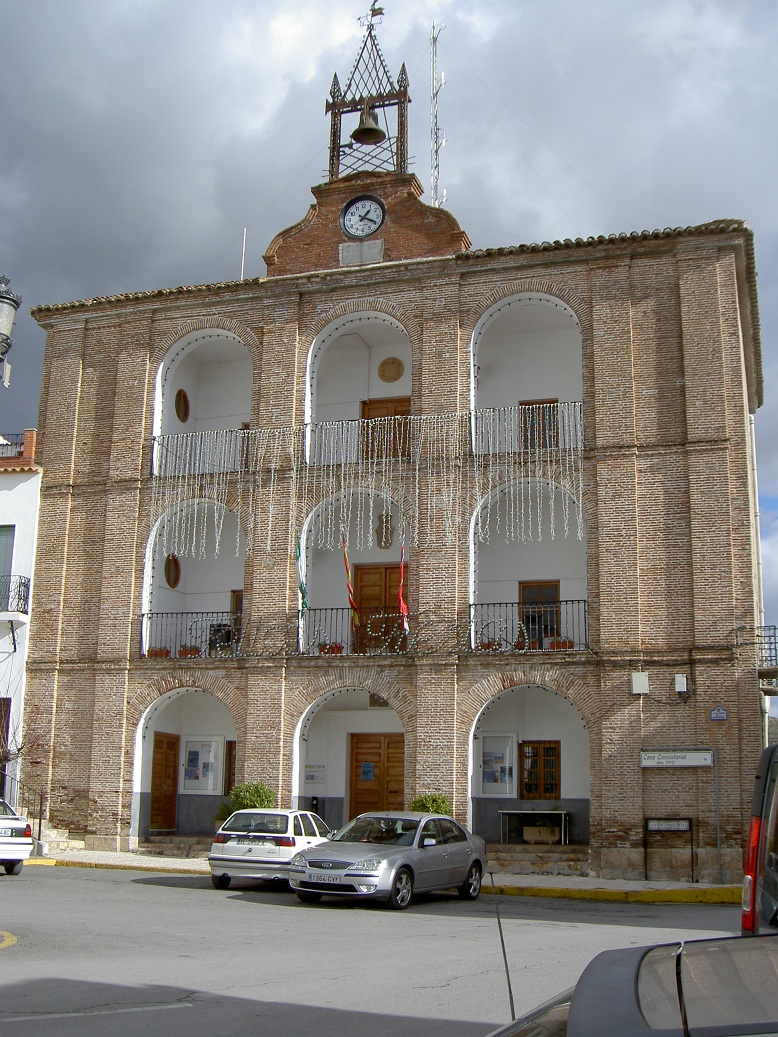
Ayuntamiento
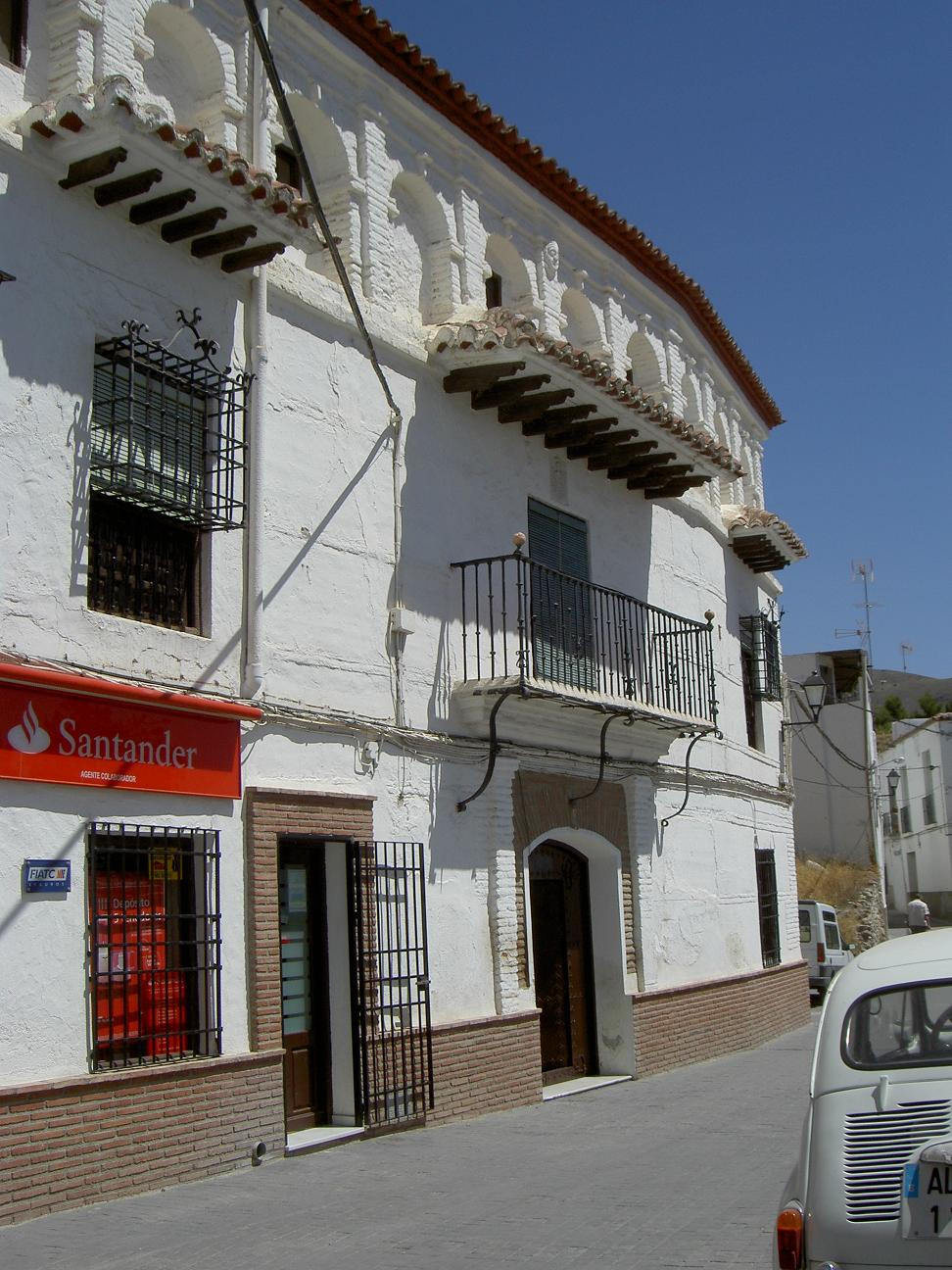
Casa del vicario

- Pilares: actualmente existen 16 fuentes públicas o pilares. De todas ellas, las siguientes tienen un marcado carácter histórico.

1. Pilar seco: (calle Granada con calle Calvo Sotelo) llamado así porque su agua, proveniente de la Fuente Jarrera (hoy casi desaparecida, en el camino del cementerio), dejaba de fluir en verano. Aunque su nombre oficial es Pilar de Calvache, poca gente se refiere a él por este nombre. El pilar fue construido en 1687, reinando Carlos II, en caliza rosada y cuenta en su frontis con una inscripción relativa a tal hecho.[38]
2. Pilar de San Antonio (Plaza de San Antonio): compuesto de un grueso fuste de caliza rosada, salen de él tres caños que caen sobre otras tantas pilas de la misma piedra. Se desconoce el año de construcción y suele afirmarse que data de época musulmana pese a que el catálogo municipal lo sitúa en el siglo XVIII, época ciertamente tardía para la factura que presenta. Cabe destacar su recuperación ya que, durante muchos años estuvo recubierto de parches de cemento y suciedad que hacían muy difícil apreciarlo.[39]
3. Pilar de la Plaza (Plaza mayor de las Alpujarras): construida en 1684, durante el reinado de Carlos II, en estilo barroco es una de las fuentes más notables de la comarca. De tonalidades grises otorgadas por el calcoesquito, dispone de cuatro caños (los dos centrales son posteriores) que desaguan en un gran pilón. En la base de cada uno de los caños se encuentra un bajorrelieve: mascarones antropomorfos en los caños laterales y motivos vegetales en los centrales. En el frontis puede también apreciarse una inscripción, un escudo de la villa y una bola, no original, que remata el frontón.
4. Pilar de la barandilla: (calle Canalejas) construido en 1902 se compone de dos altura de las que la primera, bordeada por una barandilla, presenta dos caños para consumo humano que caen al suelo, donde sendas concavidades, pensadas para alojar las bases de los cántaros, recogen el agua y la dirigen por una acanaladura hacia un desagüe que nutre otro caño inferior que desagua a un pilón situado en la base para abastecimiento de bestias. Su estilo novecentista y el conjunto que compone con el edificio que aloja el Bar de la Barandilla son poco usuales en la zona.[40]
5. Pilar de San Blas: (Placeta de San Blas) compite con el de San Antonio en antigüedad pese a ser de dimensiones mucho más modestas y también se suele situar en época musulmana. Tan sólo el pilón, con dos bajorrelieves antropomorfos, es original[41]
6. Pilar de la Cañada: (calle La Cañada) sencillo y pequeño pilar compuesto de un pilón de calcoesquito con moldura y un frontis del que sólo es original el escudo de armas realizado en mármol blanco, de los Rodríguez Chacón y Valdivia, Marqueses de Iniza.[42]
7. Pilar del Barrio Bajo (calle Tintes esquina Barrio Bajo)
8. Fuente nueva[43]
9. Pilar de la Mateana[44]
10. Fuente San Felix[45]

- Pilar de Murillo Velarde[46]

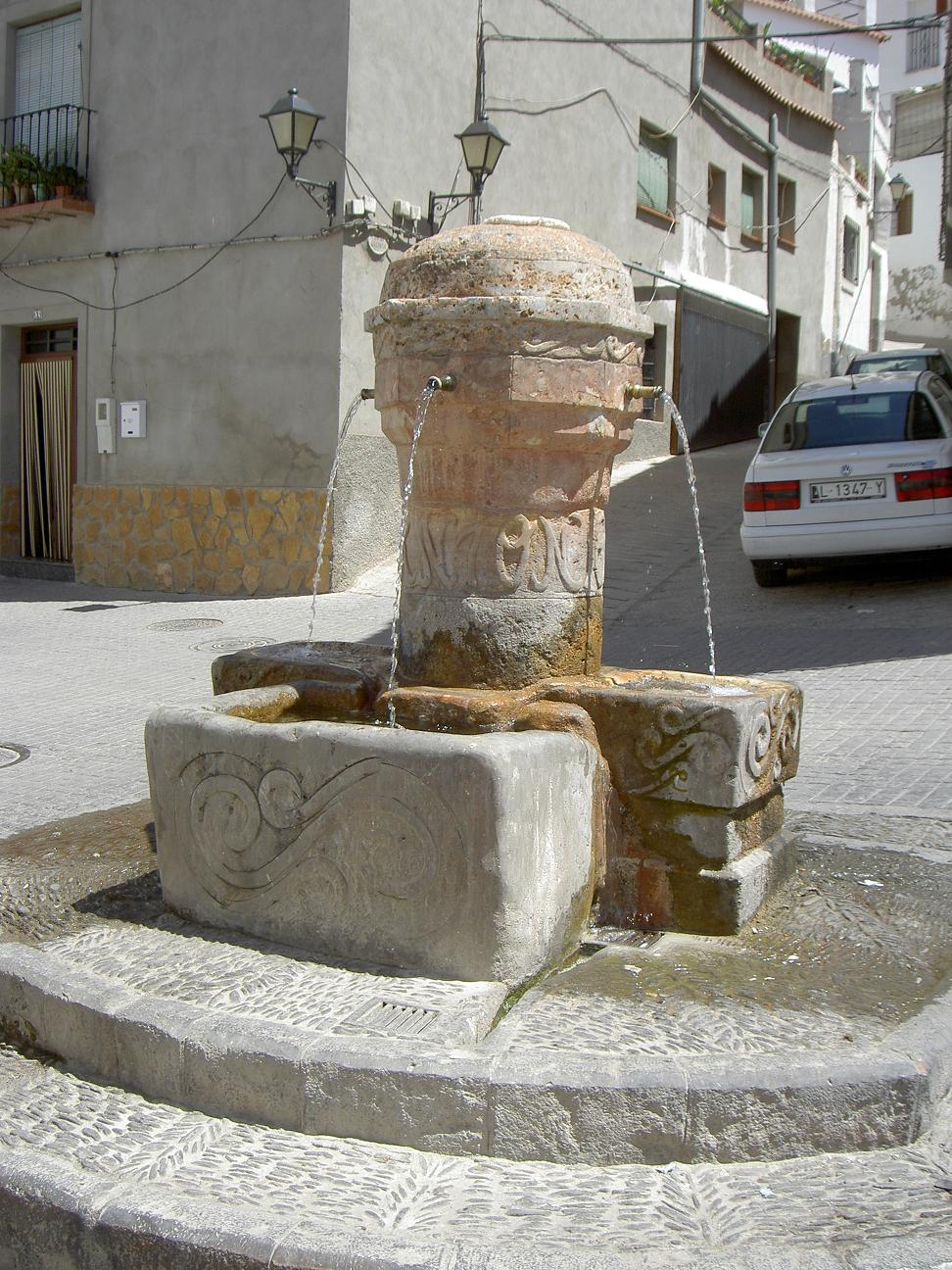
Pilar de San Antonio
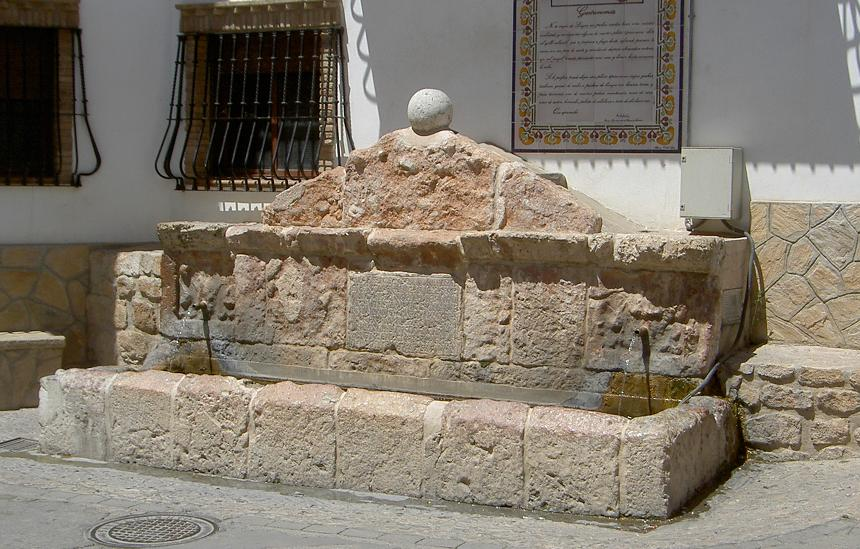
Pilar seco
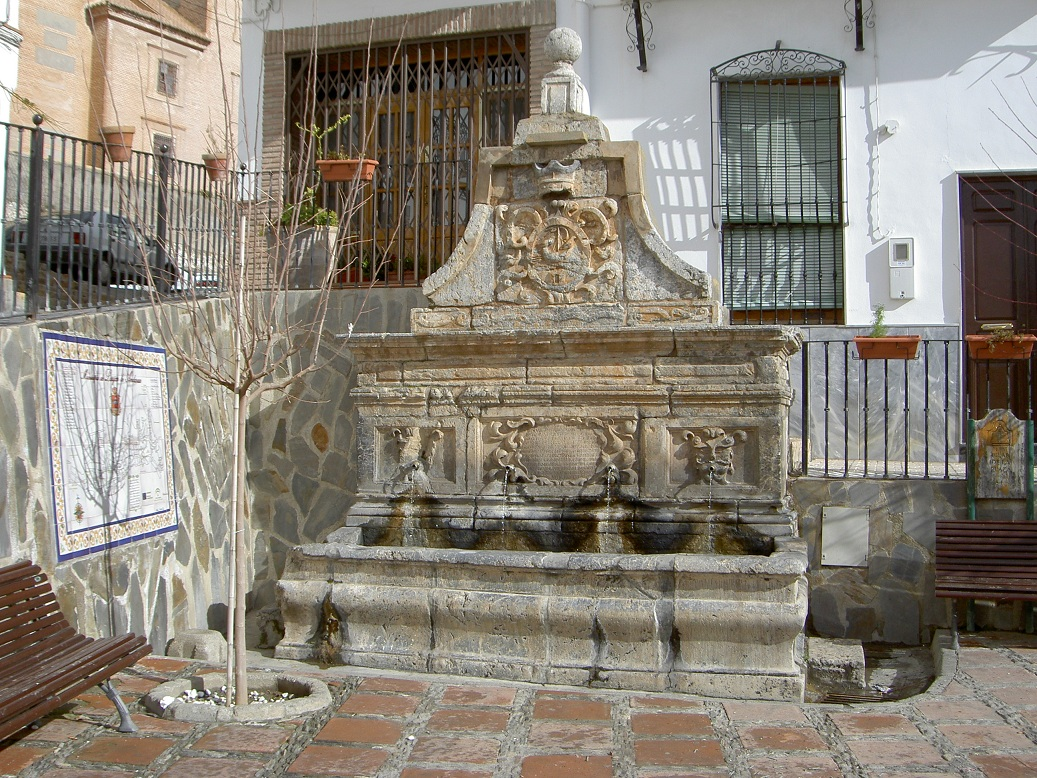
Pilar de la Plaza
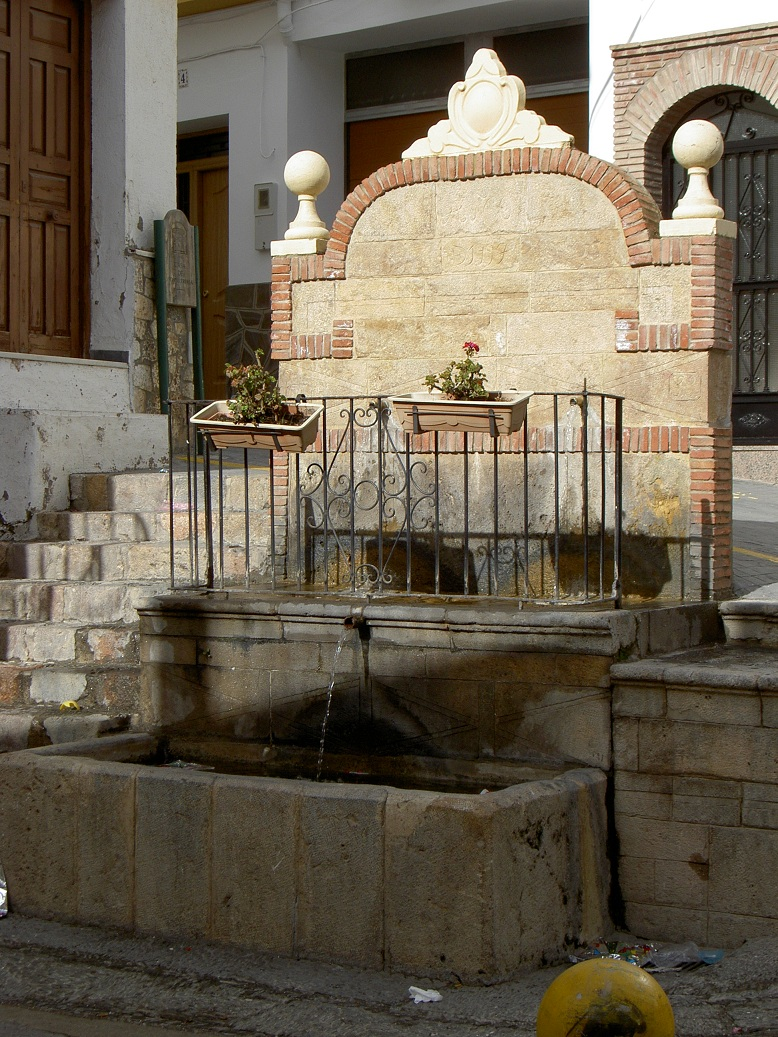
Pilar de la barandilla
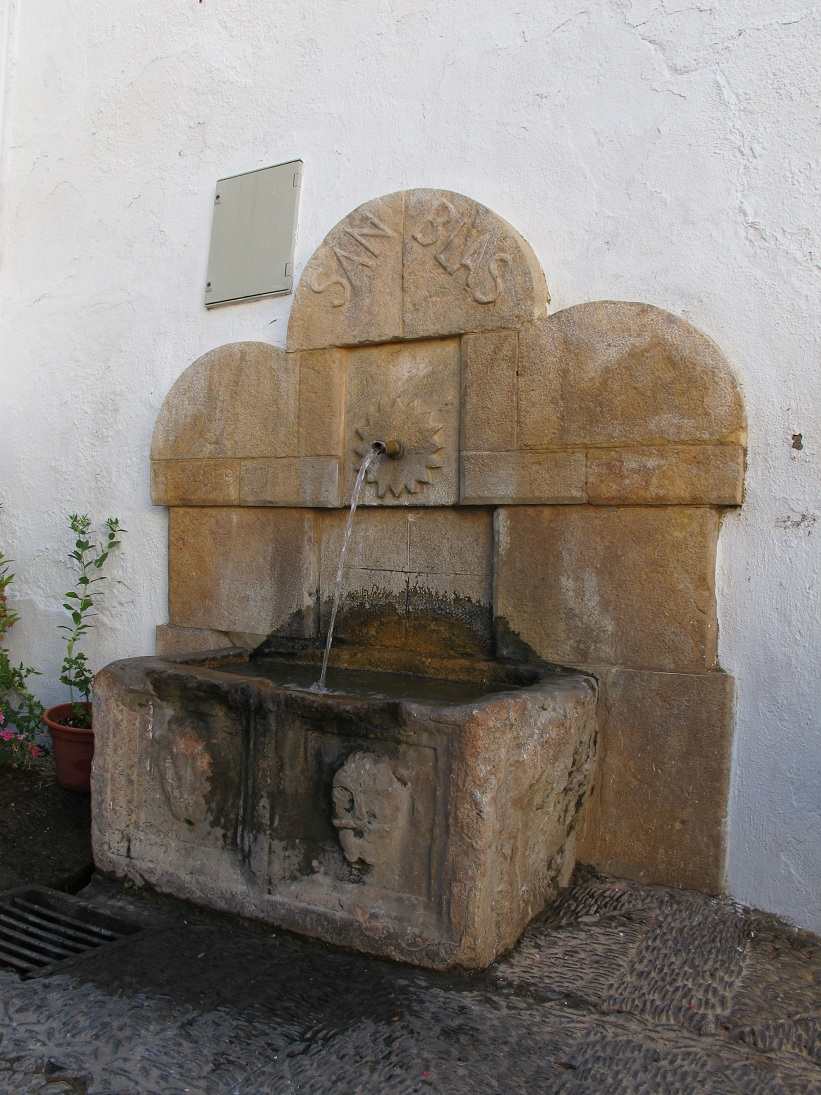
Pilar de San Blas
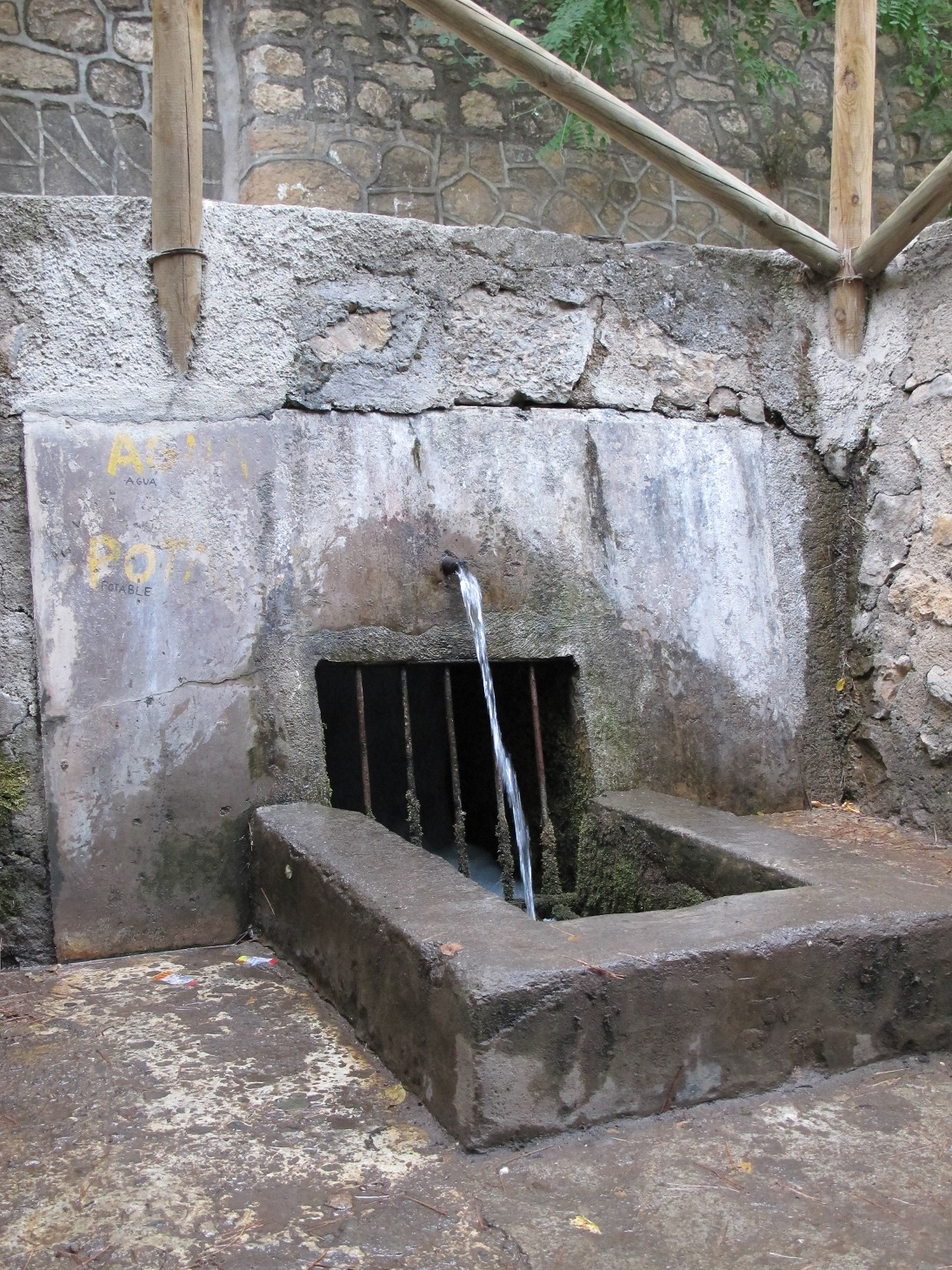
Fuente de El Nacimiento Laujar

- Escudos nobiliarios (bienes de Interés Cultural, según la Disposición Adicional Segunda de la Ley 16/1985, de 25 de junio, de Patrimonio Histórico Español): escudo Real de Carlos IV (Ayuntamiento), escudo municipal (Ayuntamiento), escudo municipal (pilar de la plaza), escudo del Marqués de Iniza (Pilar de la Cañada), escudo de los Yangüas (C/ Hermanos Castañeda, en la Casa del Vicario), escudo no identificado localizado en la C/ Granada, 13, escudo no identificado localizado C/ Josefa Galdeano, escudo de los Aparicio (C/ Dolores, 4.), escudo no identificado localizado C/Granada, 10, escudo de los Suárez de Egea (Callejón de los Alonso, 3).

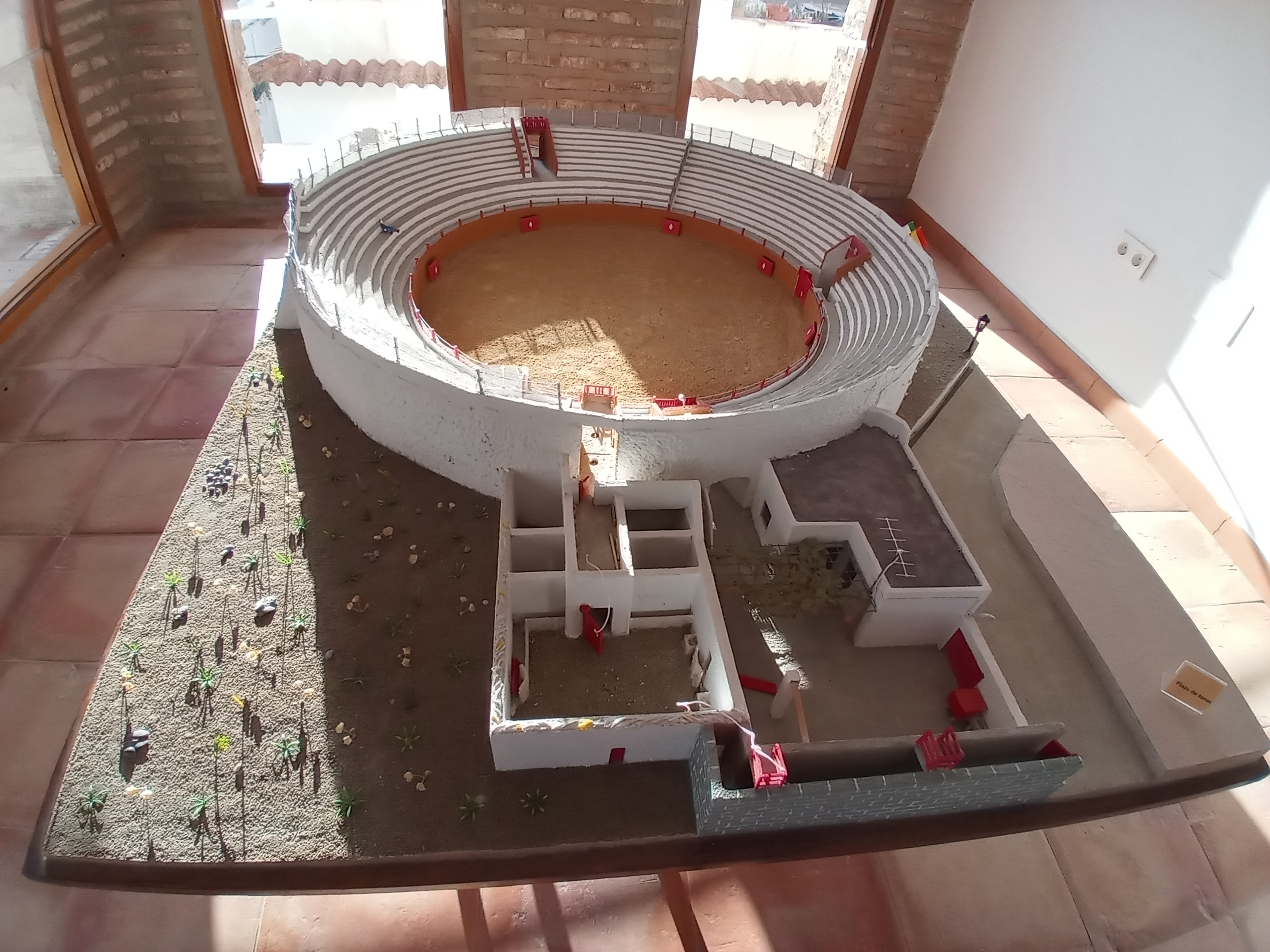
Maqueta de la plaza de toros.

- Maqueta de la plaza de toros.Plaza de toros: se trata de la plaza de toros más antigua de la provincia de Almería, construida en parte con las piedras recuperadas del desaparecido cortijo del Beneficiado. Inaugurada en 1925 por Gitanillo de Triana es una plaza de tercera categoría con un aforo de 2500 personas, más que la población actual (2011) del municipio. Con anterioridad a su construcción, las corridas se celebraban en la Plaza Mayor de las Alpujarras, cerrando el espacio con carros y otros objetos.
- Plaza de abastos

### Patrimonio industrial
- Minas de Martos: situadas en la vecina sierra de Gàdor, las abandonadas minas de Martos son un impresionante ejemplo de la minería, en este caso de plomo, que en otro tiempo fue la principal fuente de riqueza de la zona. Se conservan intactas las balsas de decantación y el aljibe y, en peores condiciones, la casa de los ingenieros y otras instalaciones de servicio.

Minas de Martos
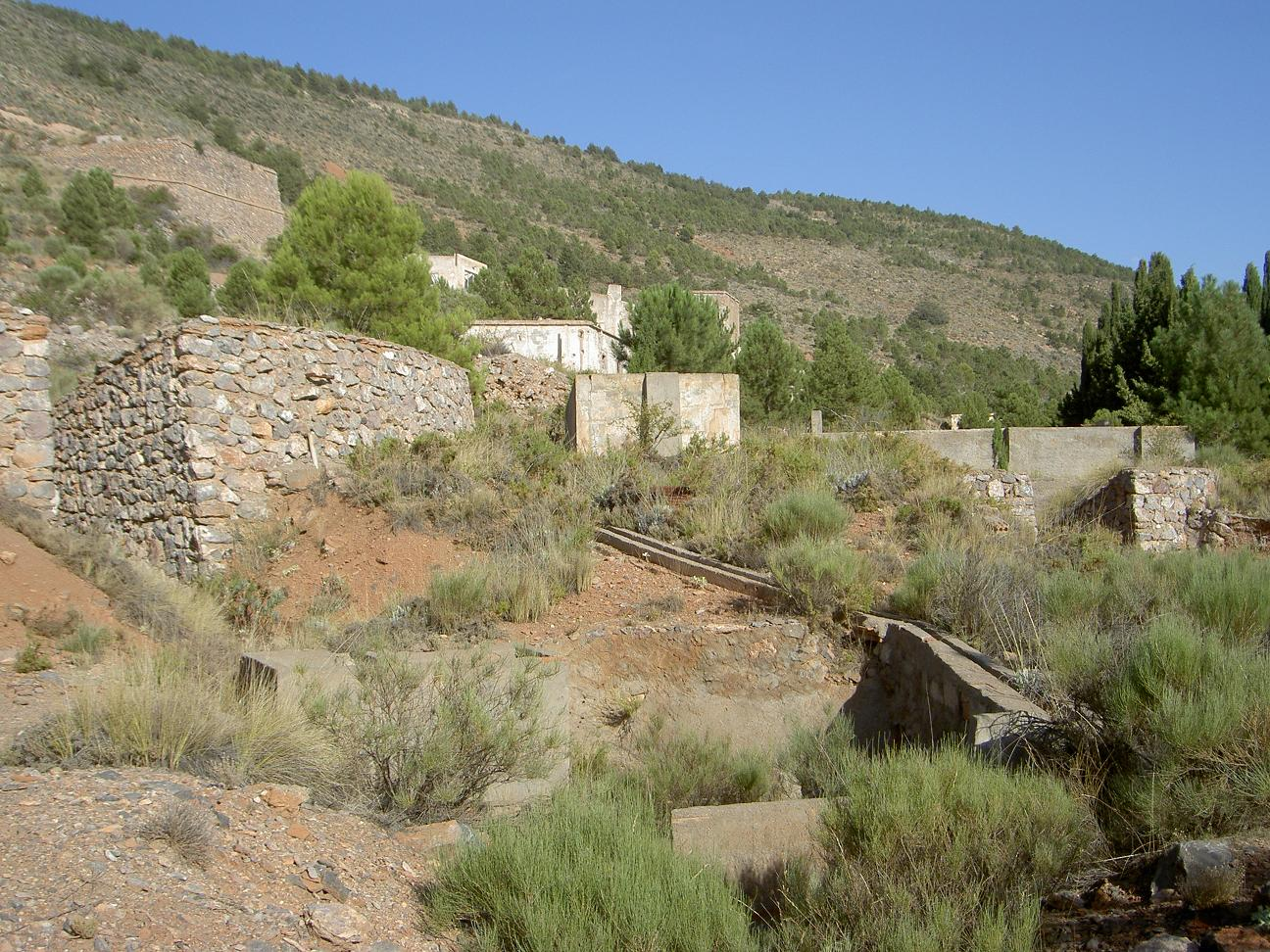
vista general
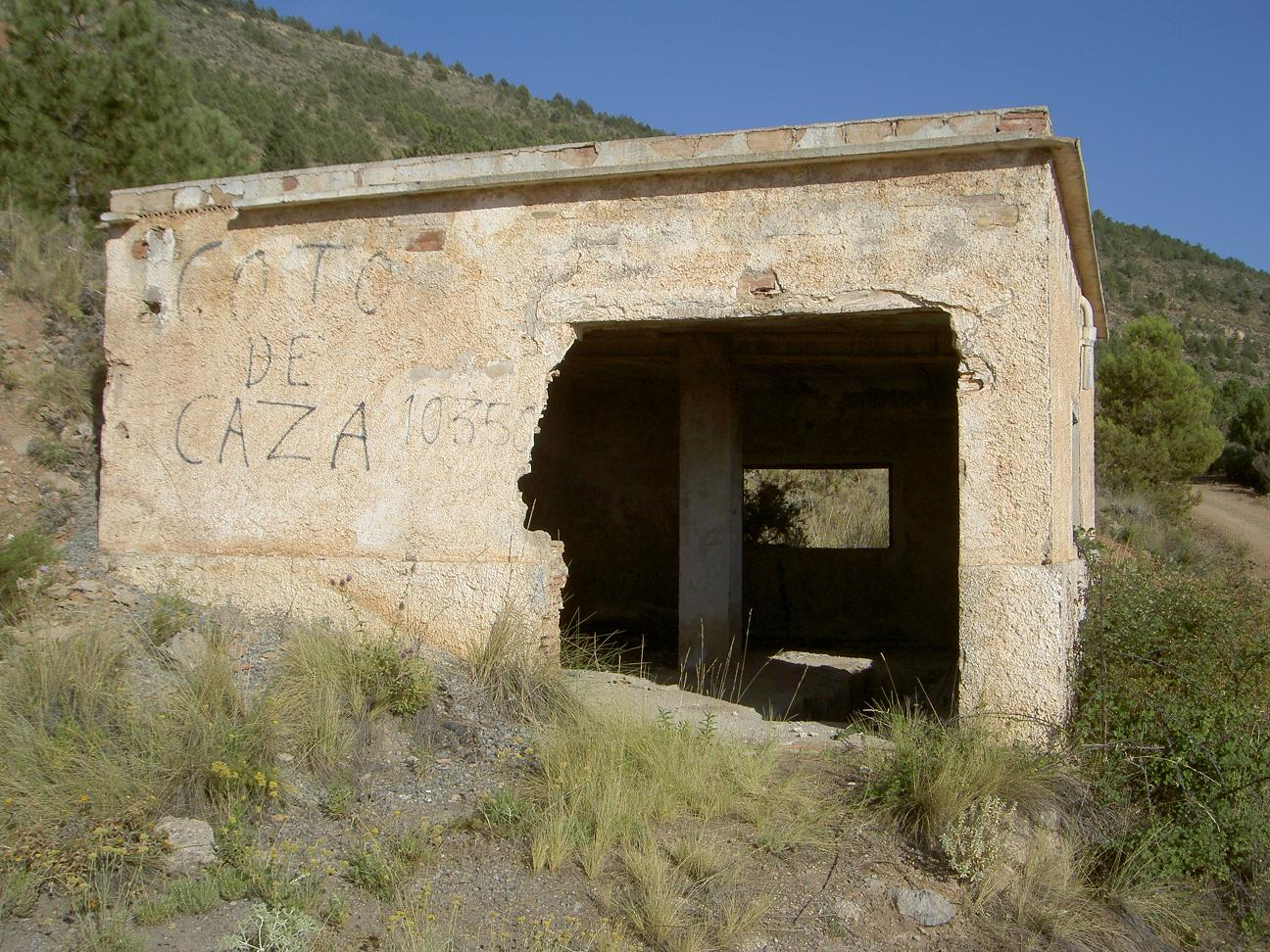
garaje
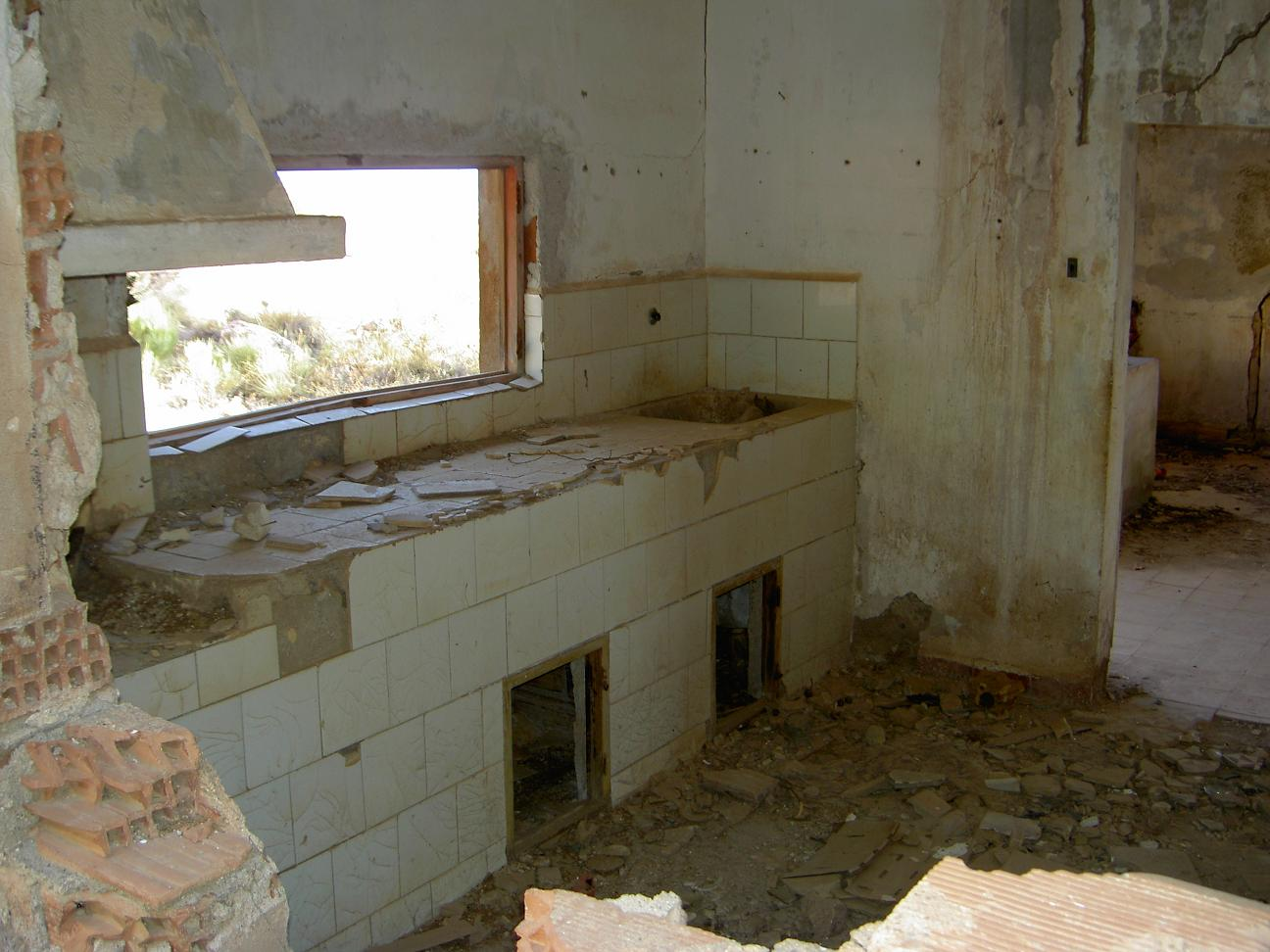
cocina
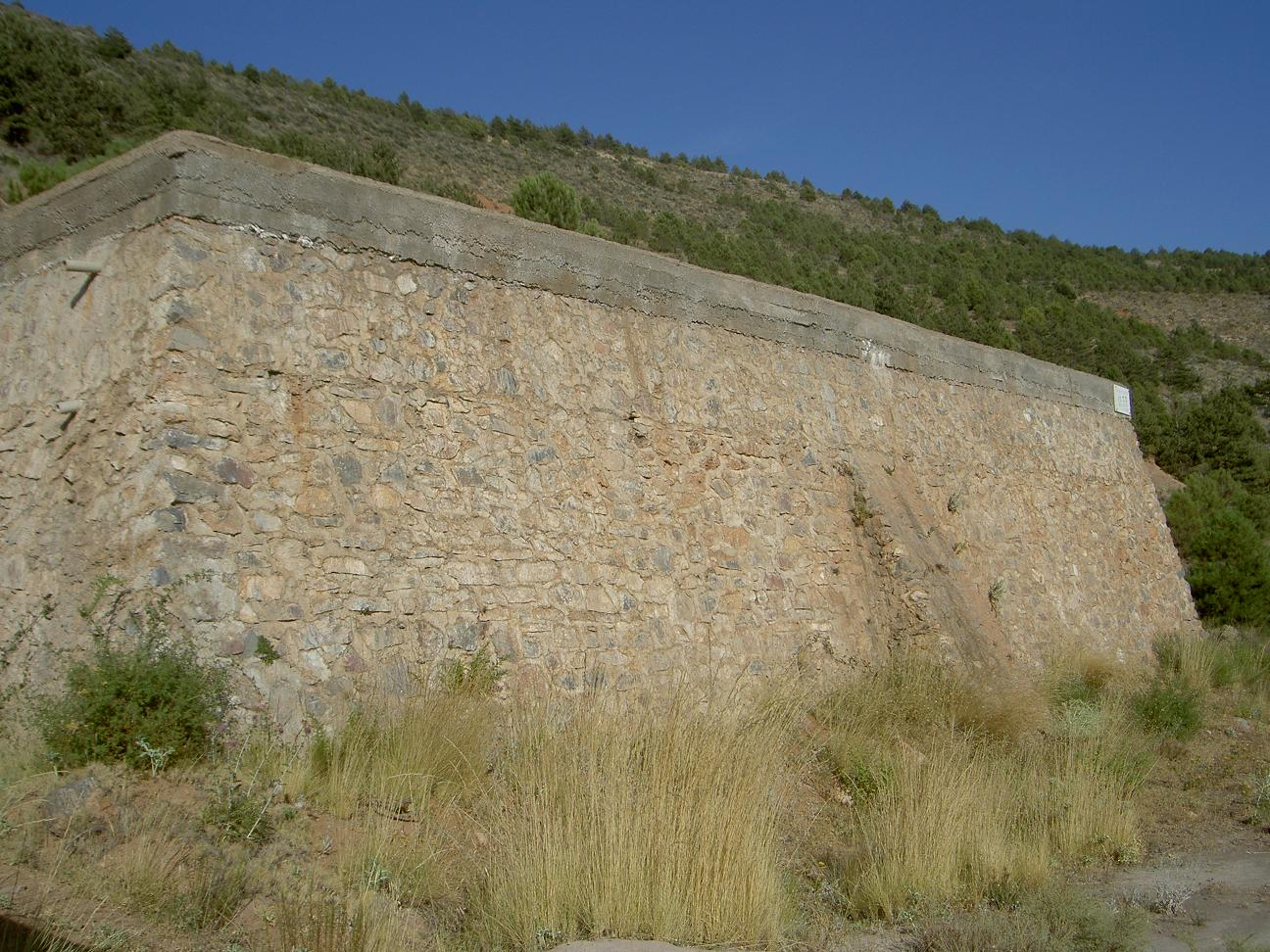
aljibe

- Las Minillas: al pie del cerro del Almirez (2519 metros) se encuentras los restos de las minas popularmente conocidas como las minillas. Buena parte de las instalaciones de servicio y residencia se conservan relativamente íntegras pese al abandono.
- Sepultura del gigante: construcción de grandes sillarejos perteneciente a la época romana, de nombre homónimo a otra del vecino pueblo de Fondón, que muestra la ocupación minera de Sierra de Gádor en época romana. Situado en terreno forestal y erial. Se encuentra parcialmente destruido.
- Chimenea de la Loma del Sueño: es una chimenea de fundición de plomo de principios del siglo XIX situada en una zona de proverbial riqueza plumbífera. También denominada Caparidán.

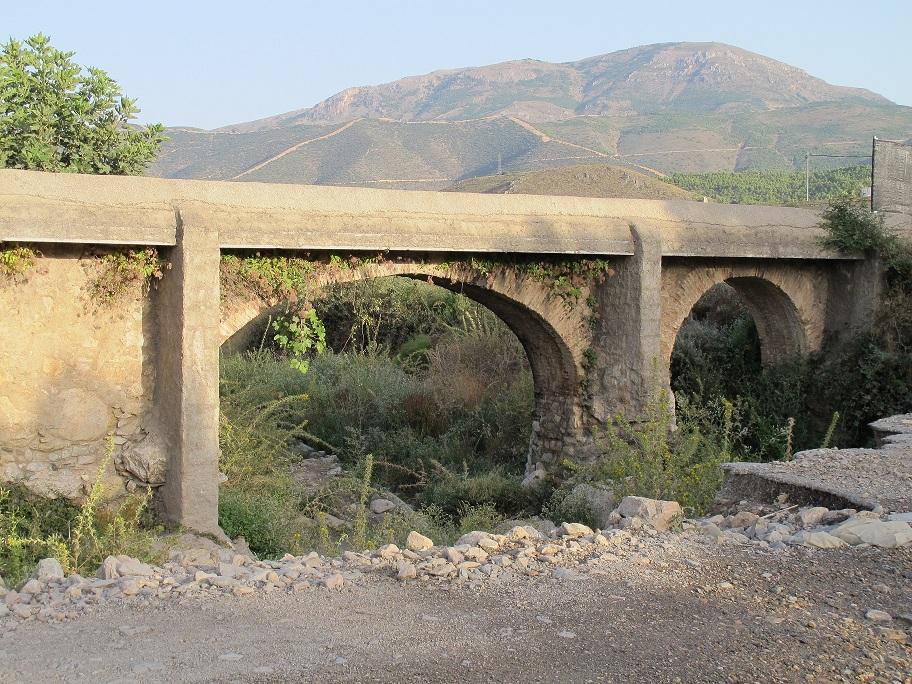
Acueducto de la Rambla de Bonaya

- Acueducto de la Rambla de BonayaAcueducto de la rambla de Bonaya: ejemplo de ingeniería civil, el acueducto de la rambla de Bonaya se encuentra a escasos 300 metros del pueblo por el camino de la vega que parte de la plaza de toros. Desde su construcción ha sido empleado para la canalización de agua de riego pero hace unos años que sufrió la agresión de un añadido lateral destinado a llevar las aguas residuales a la depuradora. Dicho añadido impide apreciarlo bien.
- Molino de agua de El Nacimiento: en el paraje de El Nacimiento se encuentra uno de los muchos molinos de agua que poblaban el cauce del Andarax. En este caso se encuentra en la zona de barbacoas y ha sido recientemente recuperado. El sistema es sencillo: mediante una acequia (actualmente desaparecida) se capta, aguas arriba, el caudal necesario y se conduce unos cientos de metros con la mínima pendiente. Con el desnivel ganado, se consigue una caída al final de la cual se encuentra la boca del molino y, dentro de él, las palas y mecanismos que lo mueven.
- La Fabriquilla: antiguo edificio de la hidroeléctrica que abastecía de electricidad al municipio, actualmente reconvertida en mesón. Para llegar, justo antes de llegar a El Nacimiento, la carretera se bifurca a la derecha y baja al nivel del cauce del río. A unos doscientos metros se encuentra el Mesón de la Fabriquilla.
- Caseta de peones camineros: a 4 km de Laujar en dirección a Alcolea se encuentra la caseta de peones camineros recientemente recuperada. Merece la pena admirar la simplicidad de la funcional edificación y visitar el aljibe que proveía de agua a sus moradores. Este, que no ha sido incluido en las obras de rehabilitación, se encuentra por detrás de la caseta, fuera del recinto, junto a un camino de tierra.
- Otros: acueducto del barranco del Conde (o "puente de los moros"), azud del río Nacimiento (localizado en La Molineta), Molino de la Limosna, Molino de la Placeta, Molino de El Batán, Molino del Puente, Fábrica de Harinas, Molino de Calache, Molino de la Fabriquilla, La Molineta, Molino de El Nacimiento, Molino de Manogorda.

### Otros lugares de interés
- Paraje de la Vega: o la vega, a secas. Puede obtenerse una panorámica desde el Mirador de la vega, situado en la Plaza mayor de las Alpujarras o dando un paseo por sus caminos. Surcada de ramblas y azequias aún retiene su encanto pese a las muchas construcciones irregulares y de dudosa legalidad que la jalonan así como las numerosas vallas y cercados, inexistentes hace unos años. Cuesta creer que, no hace demasiado, no hubiese más que unos pocos diseminados como el de los Paules (o Paulas) y el de Las Erillas.

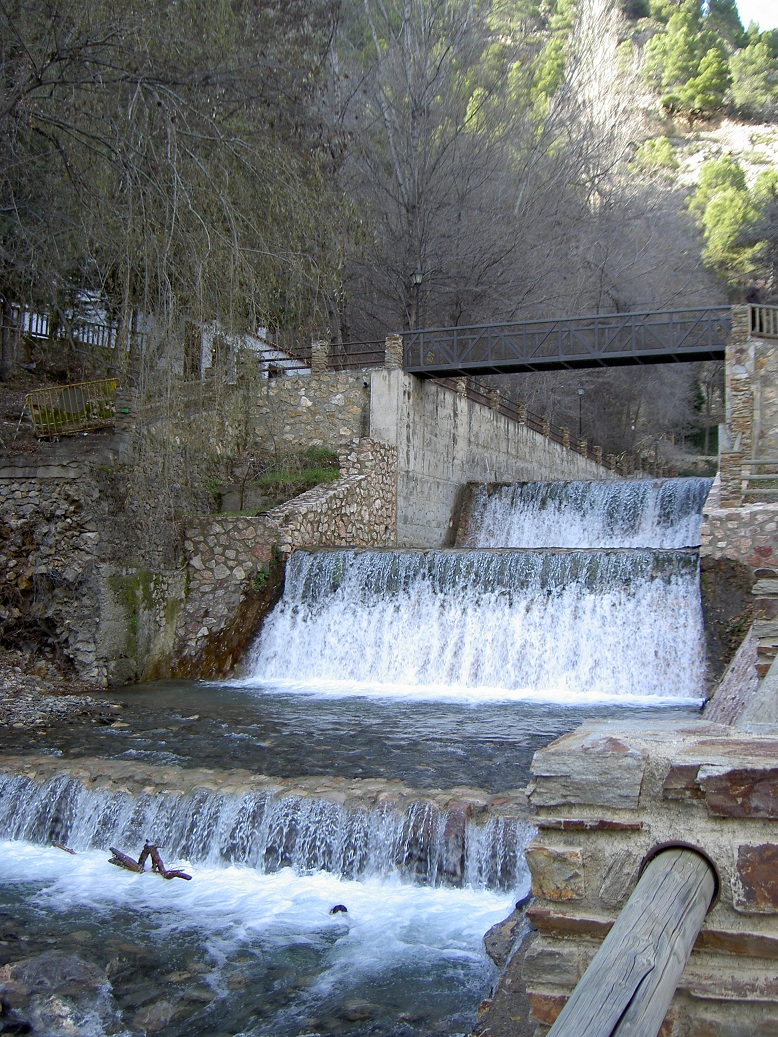
El Nacimiento.

- El Nacimiento.El Nacimiento: se trata de un área recreativa situada a menos de un kilómetro del centro del pueblo en la que se encuentra una zona de pícnic y barbacoas junto con un bar-restaurante especializado en comida típica alpujarreña. Uniendo el conjunto se encuentra el cauce del río Andarax, que pasa a lo largo de una represas utilizadas para captar sus aguas para el riego. A pesar del nombre, El Nacimiento no es el nacimiento real del río, hecho que ocurre aguas arriba cuando se unen el Horcajo y el Aguadero.
 También es en este lugar donde se obtiene el agua potable del municipio y, junto a las barbacoas, puede admirarse la estructura recuperada de un molino de agua. En la explanada que ocupa el restaurante, en la parte más alejada al camino de acceso, existe una fuente pública que brota directamente del manantial.
- Otros: hidroeléctrica: presa, acequia y fabriquilla, Rambla de los mártires, casa natal de Francisco Villaespesa, Casas de los maestros (derribadas en 2016), lavadero público de la calle Granada, lavadero público del barrio de la Alcazaba, plataneros gigantes de la carretera comarcal entre Fondón y Laujar (más conocidos en la zona como "castaños locos"), refugio de Monterrey, castaño de la Rosa.

### Instalaciones culturales
- Centro Cultural Hispano-Filipino: Se ubica en la rehabilitada Casa de los Moya, que data del siglo XVIII. En ella muestra el legado del laujareño Pedro Murillo Velarde, que fue cartógrafo, poeta, músico, jurista e historiador y su influencia y legado en Filipinas. A él se le atribuye el primer mapa cartográfico de Filipinas. En el lugar se encuentra asimismo una sala dedicada a Francisco Villaespesa, donde se expone el despacho original del autor. También se encuentra en este espacio la biblioteca municipal.[47][48]

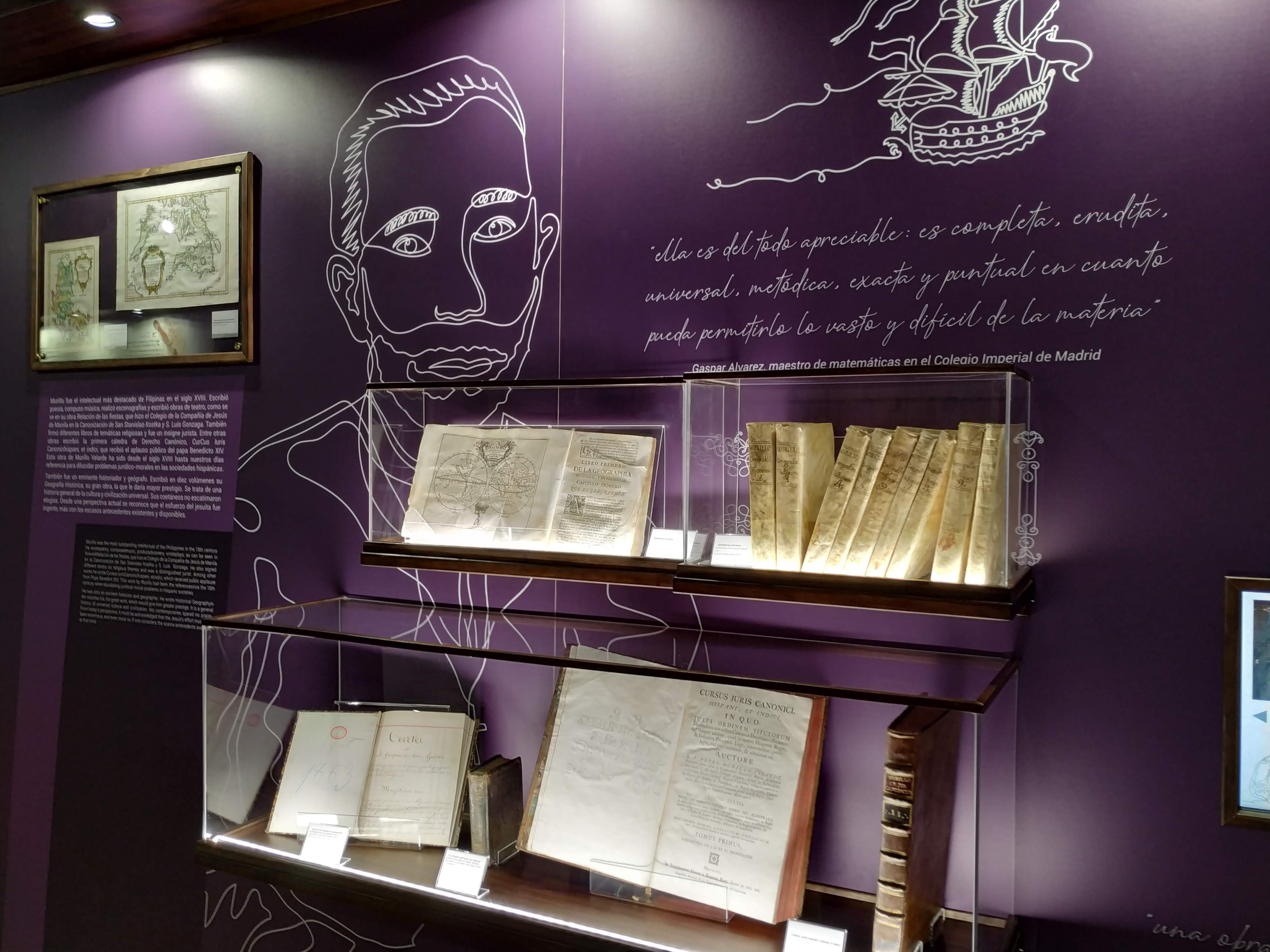
Interior del Centro Cultural

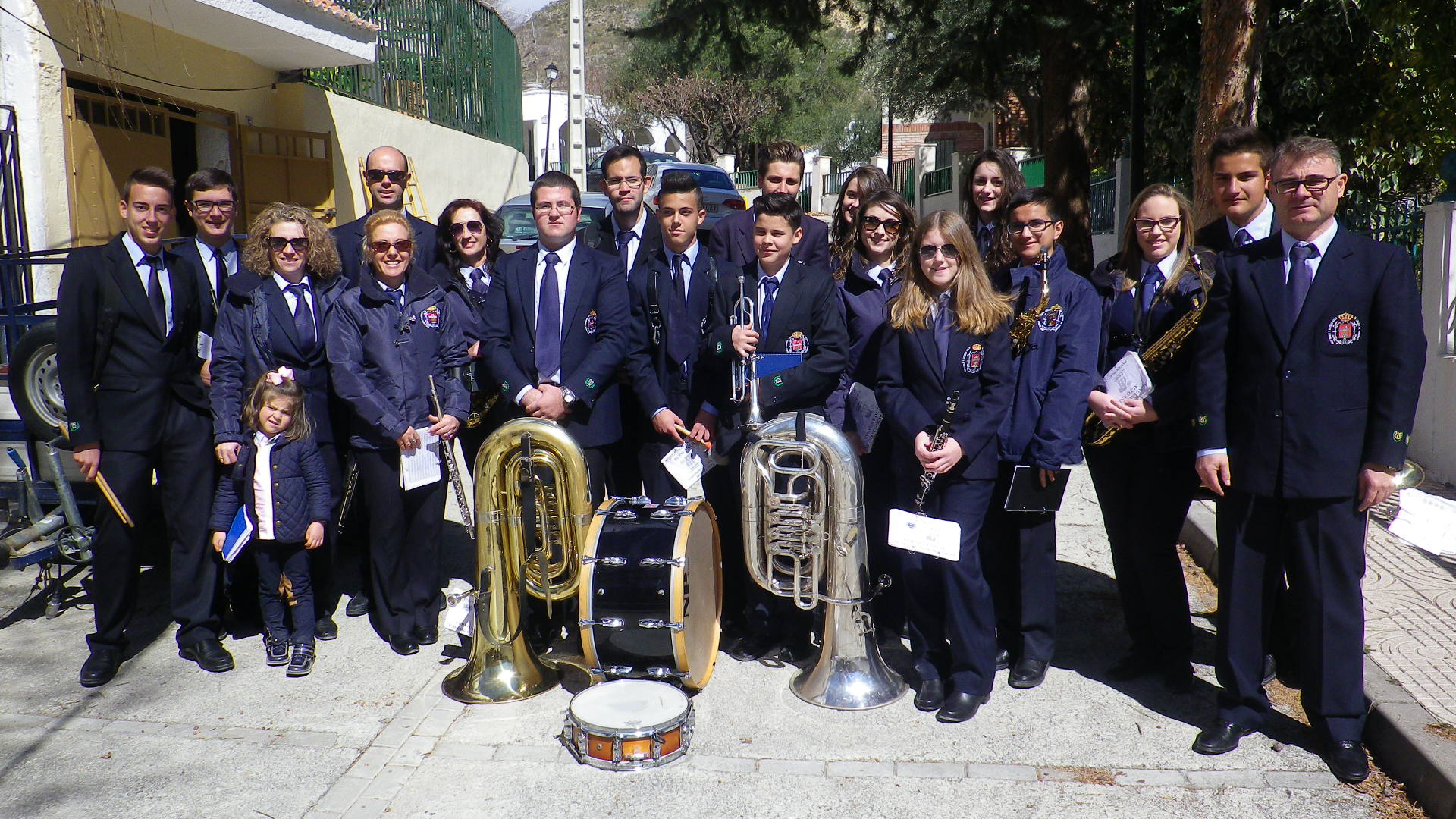
Banda municipal de música.

### Patrimonio cultural inmaterial

#### Festividades
- Fiestas en honor a Nuestra Señora de la Salud: entre los días 15 y 19 de septiembre, se celebran las fiestas en honor a Nuestra Señora de la Salud, coincidiendo en el día 19, día de la Virgen, la salida en solemne procesión de la Virgen de la Salud y el Santísimo Cristo de las Penas, cuyo recorrido discurre desde la Iglesia de la Encarnación hasta su ermita, a su llegada, en torno a las 23:00h, cada 19 de septiembre, se queman miles de cohetes en su honor, durante todo el día, por los vecinos y devotos de la virgen se queman miles de cohetes, que se le llaman mandas o salves a la Virgen. Durante todas las noches de las fiestas se celebran bailes y verbenas populares en la Plaza Mayor de la Alpujarra situada junto al Ayuntamiento.[49]
- Viernes Santo: Se trata de un viacrucis escenificado que parte desde la Iglesia de la Encarnación hasta la Ermita del Santo Sepulcro. El recorrido tiene 14 estaciones, donde se narran diferentes aspectos como la sentencia, el encuentro con la Virgen, la caída con la cruz y su muerte. Esta escenificación está desarrollada por los vecinos ataviados con trajes de la época que interpretan los distintos momentos.[50][51]
- San Vicente Mártir: hay otra Fiesta en honor de San Vicente Mártir el 22 de enero y la víspera se organiza un "chisco" (hoguera) donde se asan carnes para acompañar los vinos del pueblo.
- Cabalgata de los reyes magos 5 de enero[49]
- Semana Cultural: durante los meses de julio y agosto se celebra el Verano Cultural.[49]
- Cruz de Mayo [49]
- Romería de San Marcos: 25 de abril.[49]
- Noche de Ánimas el 25 de diciembre coincidiendo con.la noche de Navidad[49]
- Jueves Lardero: se realizan excursiones al campo. Jueves anterior al Miércoles de Ceniza.[49]
- Los Quintos: primer domingo de marzo.[49]
- Feria Vitivinícola de La Alpujarra: sobre el último fin de semana de abril.[49]
- Otras: en Laujar, se celebró la VI edición del Festival de Música Tradicional de la Alpujarra, en 1987, y la XXXVI edición en 2017.[49]

### Leyendas
- Creación del pueblo: Laujar es el pueblo más antiguo de España, fundado por Túbal, hijo de Jefet y nieto de Noé. Fundó Araja el primer pueblo de España, al que precisamente puso el nombre de Araja porque este era el nombre de su hija muerta en Armenia, cuando se disponía a embarcar con sus padres para venir a esta tierra.
- Pozos de Aníbal: legendarias minas de oro cartaginesas cegadas y perdidas para siempre.
- Sepultura del Gigante: loma de Sierra de Gádor en la que yace un gigante sepultado por las piedras que le lanzaba su oponente de Sierra Nevada.

### Gastronomía

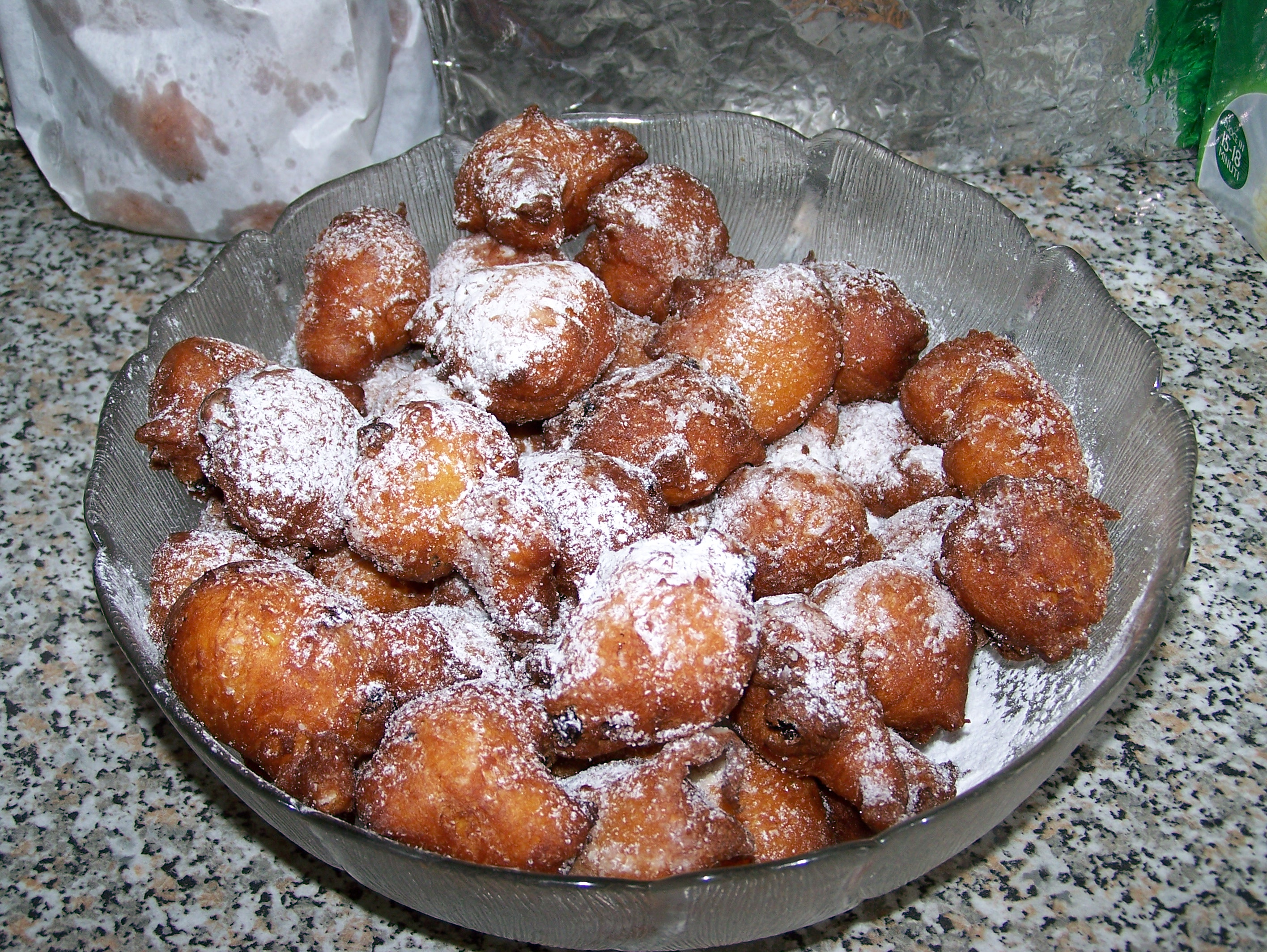

La considerada capital de la Alpujarra almeriense ha modernizado la hostelería local para aunar las tradiciones culinarias de Sierra Nevada con la demanda creciente del sector turístico. La altitud del municipio ha favorecido los platos de cuchara como el guiso de cardo, hinojo y garbanzos, el cocido de correas (con habichuelas verdes secas), la sopa de pimiento tostao, las lentejas alpujarreñas, el choto cabañil (con pimiento y tomate seco), las gachas y las tabirnas. Platos de primavera y verano son la pipirrana de aceitunas negras, el potaje de verano, la fritá gitana y el chilindrón (picadillo de calabaza) o la almoronía de Cuaresma.
La repostería tiene raíces musulmanas y es conocida por sus mantecados, soplillos de almendra, roscos de vino, borrachillos, pebetes (buñuelos) de calabaza, merengues y buñuelos. Los llamados mantecados de Laujar, producidos en el obrador más antiguo de la provincia, son distribuidos dentro y fuera de España. Durante la Semana Santa se hacen presentes, entre otros, el arroz con leche, el rosco de sartén (con raspaduras de limón y canela) y la leche frita.
El crítico gastronómico Antonio Zapata ubica el municipio en la comarca gastronómica de la Alpujarra almeriense, zona en la que abundan las hortalizas, los embutidos, los quesos frescos y curados y la repostería con miel. El autor señala entre las recetas más distintivas el remojón, la sopa de almendras, la sobrehúsa de verduras, la cocina mareá, las migas de harina, la olla de trigo, el potaje de castañas y los soplillos.

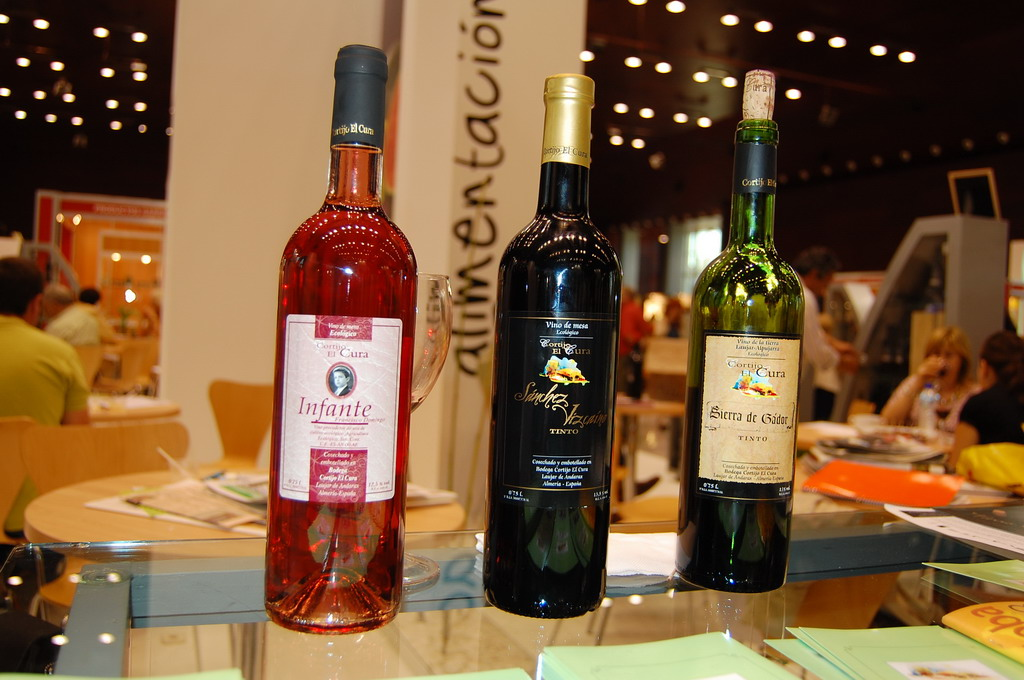
Vinos de Laujar.

El municipio pertenece en la Indicación Geográfica Protegida ‘Laujar-Alpujarra’, junto a Alcolea y Fondón, con vinícolas ubicadas a altitudes entre los 800 y los 1500 metros. Este vino es elaborado con las variedades jaén blanco, macabeo, chardonnay, vijiriego, pedro ximénez, moscatel de grano menudo, viognier, cabernet sauvignon, merlot, monastrell, tempranillo, garnacha tinta, pinot noir, petiti Verdot y syrah. Los tintos poseen aroma de frutos maduros integrados con especiados y de vainilla de la crianza en roble, mientras que los blancos aromas florales muy intensos y complejos.
En la década de 1990 se inauguraron modernas bodegas premiadas en certámenes nacionales. Desde 2001 se celebra la Feria del Vino (inicialmente conocida como Feria Vitícola Nacional) en abril, para promocionar los vinos de la provincia y los productos artesanos de la Alpujarra, como el aceite, cerveza, pasteles, mantecados, embutidos, quesos y miel.
El municipio también es conocido por su producción de embutidos y quesos (frescos y curados), algunos de los cuales distinguidos por la marca colectiva Sabores de Almería, de titularidad de Diputación de Almería, especializada en productos gourmet.